# تایم ۱۰۰
تایم ۱۰۰ فهرستی سالیانه از نام ۱۰۰ فرد تأثیرگذار در جهان است که توسط مجلهٔ تایم از سال ۲۰۰۴ گزینش و منتشر می‌شود. قبل از انتشار تایم ۱۰۰، فهرستی از ۱۰۰ فرد تأثیرگذار قرن بیستم در سال ۱۹۹۹ منتشر شد که در پی موفقیت آن فهرست، از سال ۲۰۰۴ هر ساله منتشر می‌شود. تایم ۱۰۰ از زمان انتشار، به دلیل قرار ندادن برخی نام‌های مهم و تأثیرگذار جهان در فهرستش، بارها مورد انتقاد قرار گرفته‌است. باراک اوباما چهل و چهارمین رئیس‌جمهور ایالات متحده دارای رکورد بیشترین حضور در فهرست مجله تایم است. 
تصمیم تشکیل چنین فهرستی در جریان مناظره‌ای در یک گردهمایی در مرکز کنتاکی واشینگتن دی سی و در تاریخ اول فوریهٔ سال ۱۹۹۸ با حضور دن ردر خبرنگار شبکه سی‌بی‌اس، دوریس کرنز گوودون باستان‌شناس، ماریو کومو فرماندار پیشین نیویورک، کاندولیزا رایس استاد علوم سیاسی، اروینگ کریستول ناشر نومحافظه‌کار و والتر اساکسون سردبیر تایم گرفته‌شد.

## سرگذشت و قالب
این فهرست اولین بار در سال ۱۹۹۹ زمانی که مجله تایم ۱۰۰ فرد تأثیرگذار در قرن ۲۱ را معرفی کرد؛ منتشر گردید و به علت محبوبیتی که در پی داشت، در سال ۲۰۰۴ این مجله تصمیم گرفت آن را به صورت سالانه تهیه و منتشر کند. این فهرست که هر سال یک بار منتشر می‌شود نام ۱۰۰ فردی که در آن سال در دنیا شدیداً تأثیرگذار بودند را معرفی می‌کند.
هرچند تایم تاکیداً اعلام کرده‌است که نام‌برده‌شدگان افرادی هستند که به‌طور چشم‌گیری باعث پیشرفت یا حتی پسرفت بشریت شده‌اند، درج این نام‌ها گهگاه به عنوان افتخار و ارزش نیز تلقی شده‌است.
این فهرست به پنج گروه به گونه‌ای تقسیم‌بندی شده‌است که تصور می‌شود این اشخاص را در متناسب‌ترین قالب ممکن قرار دهد. این پنج گروه عبارت‌اند از رهبران و انقلابیون، سازندگان و قدرتمندان، هنرمندان، دانشمندان و اندیشمندان، قهرمانان و مشاهیر.
برای تشکیل ابن فهرست مجموعاً ۱۰۰ نفره، ۲۰ نفر در هر گروه رتبه‌بندی و برخی مواقع افرادی نیز به صورت گروهی مطرح می‌گردند. این افراد که مشترکاً باعث شگفتی و در کل دارای معیارهای مورد نظر تایم بوده‌اند در قالب‌های دو یا چند نفره در این فهرست گنجانده می‌شوند.

## نام‌های چندبار آمده در فهرست
گرچه هر گروه از وزن برابری در هر سال برخوردار است و گروه‌ها بر یک دیگر ارجحیت ندارند، با این حال احتمال حضور افرادی خاص از این گروه‌ها به‌طور متمادی؛ از دیگران بیشتر است. در مجموع احتمال بسیار کمی وجود دارد که فردی بتواند بیش از یک بار تأثیر شگرفی بر معادلات جهانی بگذارد، و چون تمایل جوامع برای مواجه شدن با افراد جدید در هر سال زیاد است، همچنین به دلیل اینکه این فهرست هر سال توسط گروه متفاوتی از تحلیل‌گران تهیه می‌شود، حضور یافتن یک فرد خاص به‌طور متمادی در این فهرست بسیار بعید به پیش‌بینی می‌شود. تنها افراد زیر توانسته‌اند بیش از یک بار در این فهرست معرفی گردند:

### پنج مرتبه یا بیشتر فهرست‌شده

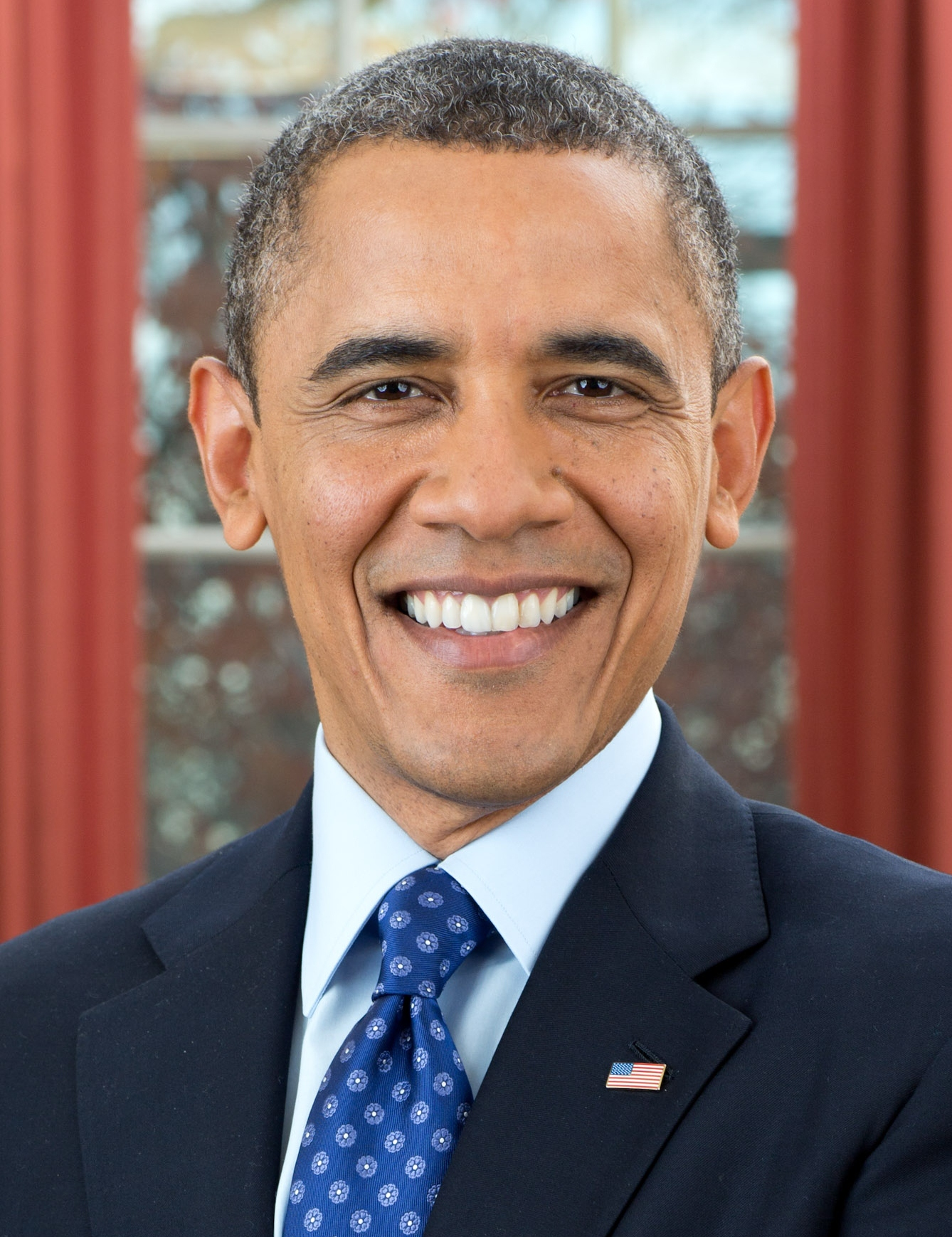
باراک اوباما یازده مرتبه فهرست‌شده': ۲۰۱۶, ۲۰۱۵, ۲۰۱۴, ۲۰۱۳, ۲۰۱۲, ۲۰۱۱, ۲۰۱۰, ۲۰۰۹, ۲۰۰۸, ۲۰۰۷, و ۲۰۰۵ (فینالیست در ۲۰۱۸)
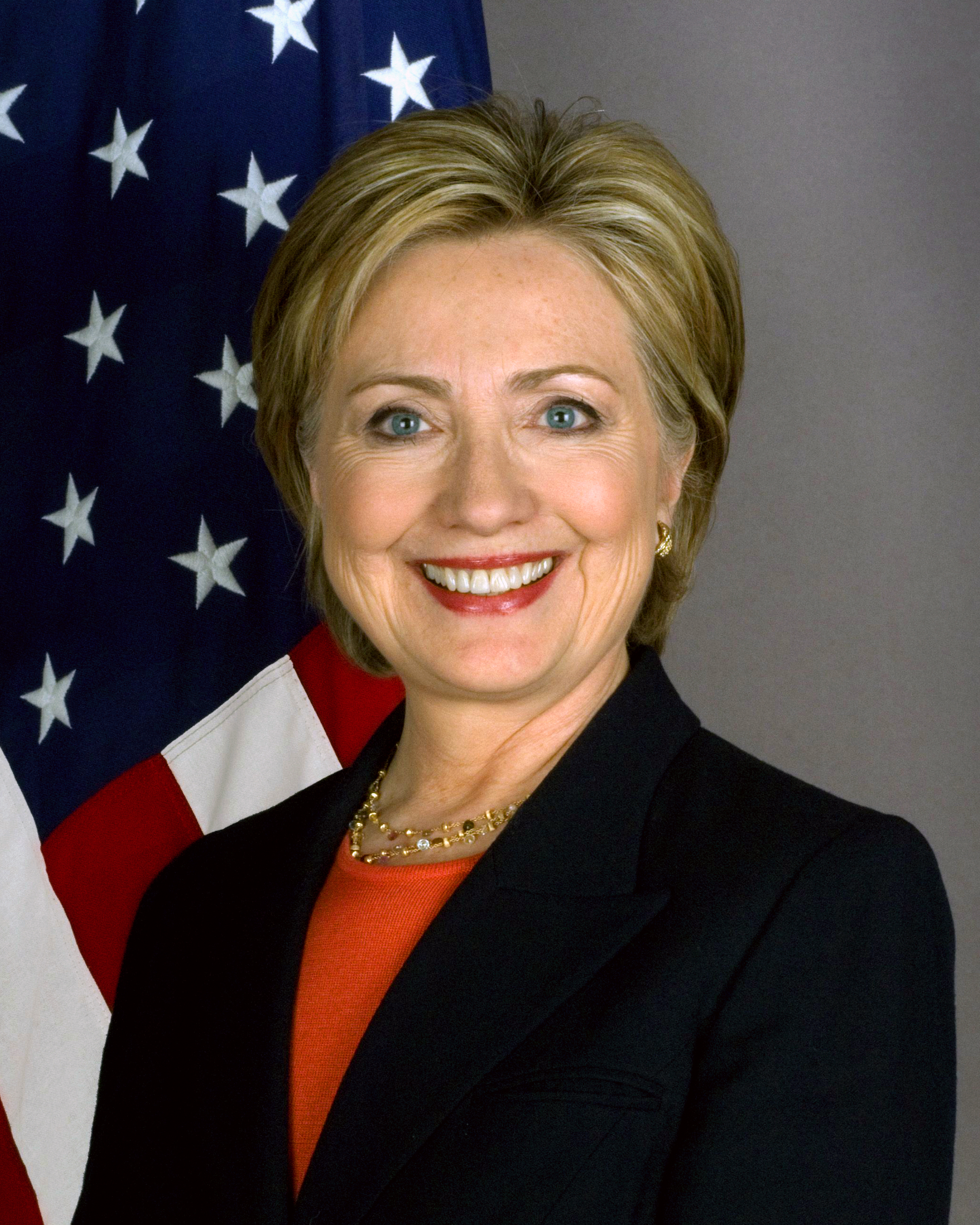
هیلاری کلینتون ده مرتبه فهرست‌شده': ۲۰۱۶, ۲۰۱۵, ۲۰۱۴, ۲۰۱۲, ۲۰۱۱, ۲۰۰۹, ۲۰۰۸, ۲۰۰۷, ۲۰۰۶, و ۲۰۰۴ (in 2004 she was included as part of The Clintons) (فینالیست در ۲۰۱۳ و ۲۰۱۰)
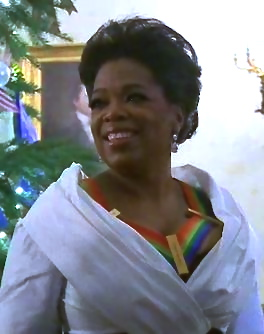
اپرا وینفری ده مرتبه فهرست‌شده': ۲۰۱۸, ۲۰۱۱, ۲۰۱۰, ۲۰۰۹, ۲۰۰۸, ۲۰۰۷, ۲۰۰۶, ۲۰۰۵, ۲۰۰۴ & سده ۲۰ام میلادی (فینالیست در ۲۰۱۹, ۲۰۱۷, ۲۰۱۵, ۲۰۱۴, و ۲۰۱۲)
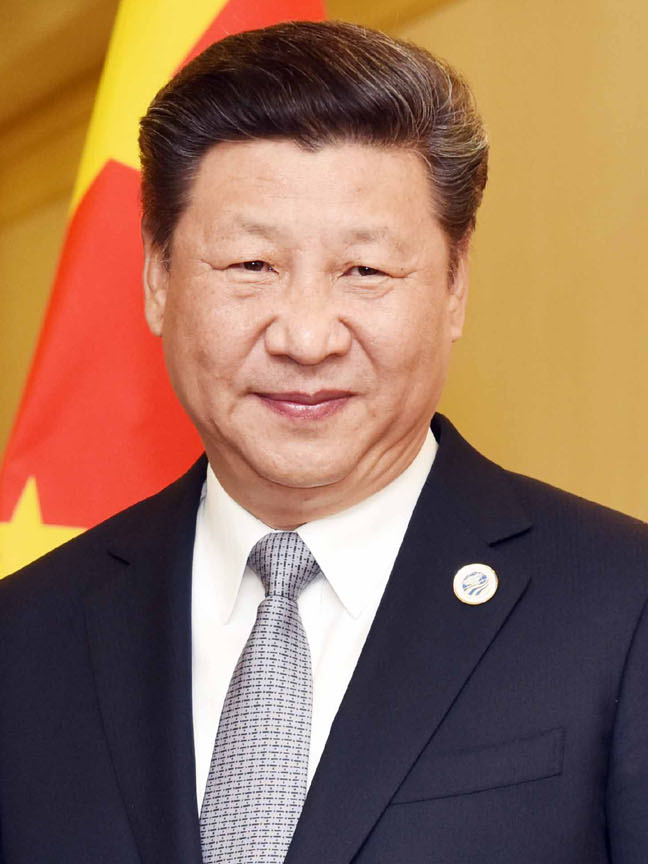
شی جین پینگ ده مرتبه فهرست‌شده: ۲۰۱۹, ۲۰۱۸, ۲۰۱۷, ۲۰۱۶, ۲۰۱۵, ۲۰۱۴, ۲۰۱۳, ۲۰۱۲, ۲۰۱۱, و ۲۰۰۹
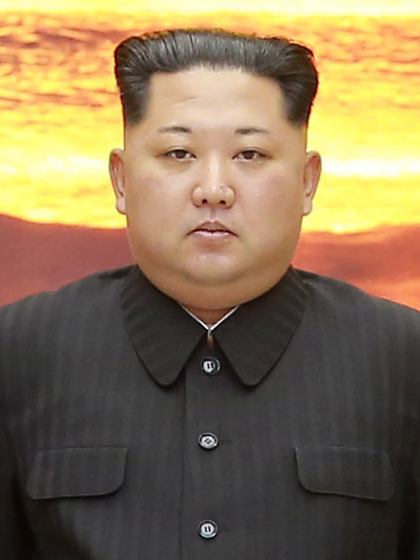
کیم جونگ-اون هشت مرتبه فهرست‌شده: ۲۰۱۸, ۲۰۱۷, ۲۰۱۶, ۲۰۱۵, ۲۰۱۴, ۲۰۱۳, ۲۰۱۲, و ۲۰۱۱ (فینالیست در ۲۰۱۹)
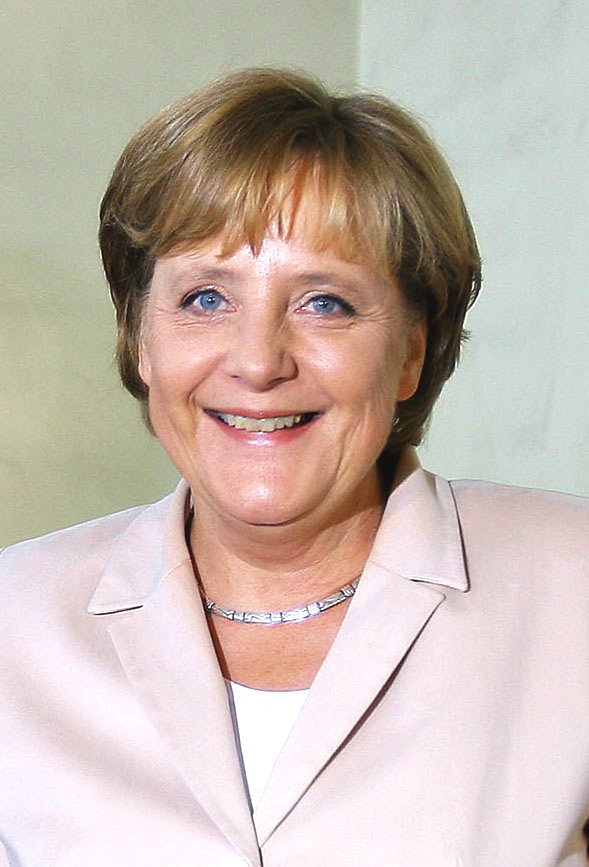
آنگلا مرکل هشت مرتبه فهرست‌شده: ۲۰۱۶, ۲۰۱۵, ۲۰۱۴, ۲۰۱۲, ۲۰۱۱, ۲۰۰۹, ۲۰۰۷, و ۲۰۰۶ (فینالیست در ۲۰۱۹, ۲۰۱۸, ۲۰۱۷, ۲۰۱۳, ۲۰۱۰, و ۲۰۰۸)
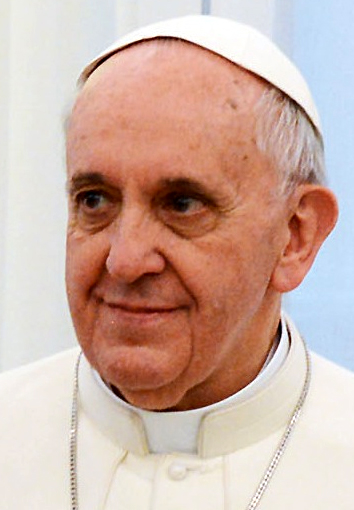
پاپ فرانسیس شش مرتبه فهرست‌شده: ۲۰۱۹, ۲۰۱۷, ۲۰۱۶, ۲۰۱۵, ۲۰۱۴, و ۲۰۱۳ (فینالیست در ۲۰۱۸)
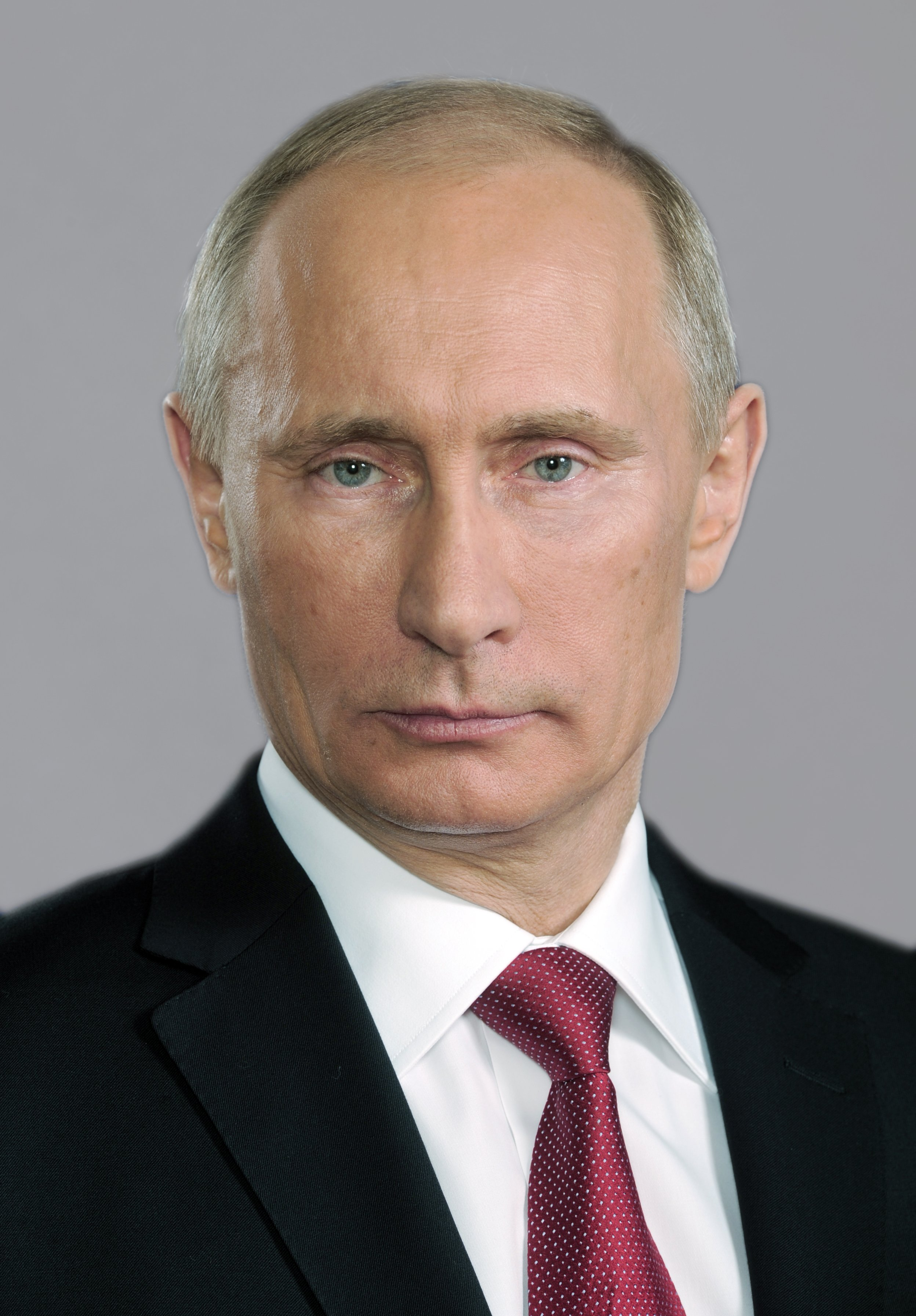
ولادیمیر پوتین شش مرتبه فهرست‌شده: ۲۰۱۷, ۲۰۱۶, ۲۰۱۵, ۲۰۱۴, ۲۰۰۸, و ۲۰۰۴ (فینالیست در ۲۰۱۹, ۲۰۱۸, ۲۰۱۲, ۲۰۱۱, ۲۰۰۹, و ۲۰۰۷)
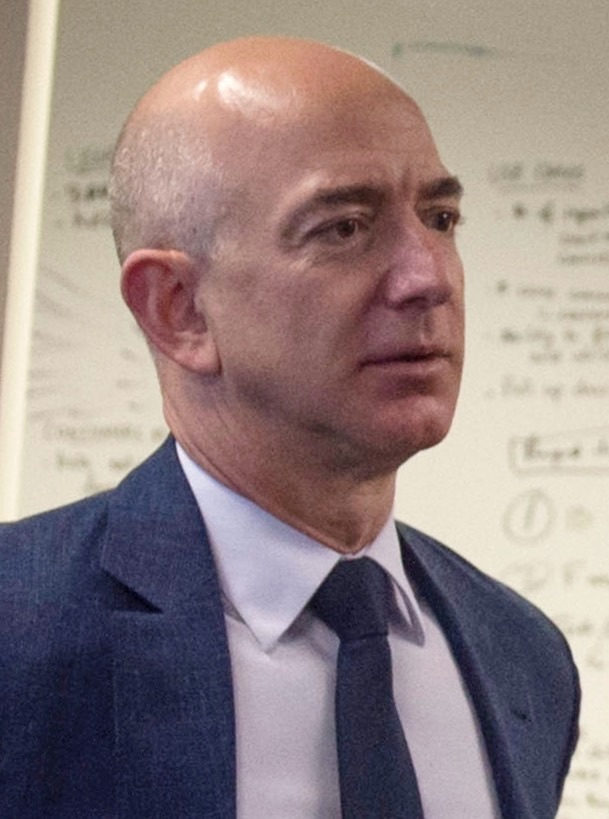
جف بیزوس پنج مرتبه فهرست‌شده: ۲۰۱۸, ۲۰۱۷, ۲۰۱۴, ۲۰۰۹, و ۲۰۰۸ (فینالیست در ۲۰۱۹, ۲۰۱۶, ۲۰۱۵, ۲۰۱۳, و ۲۰۱۲)
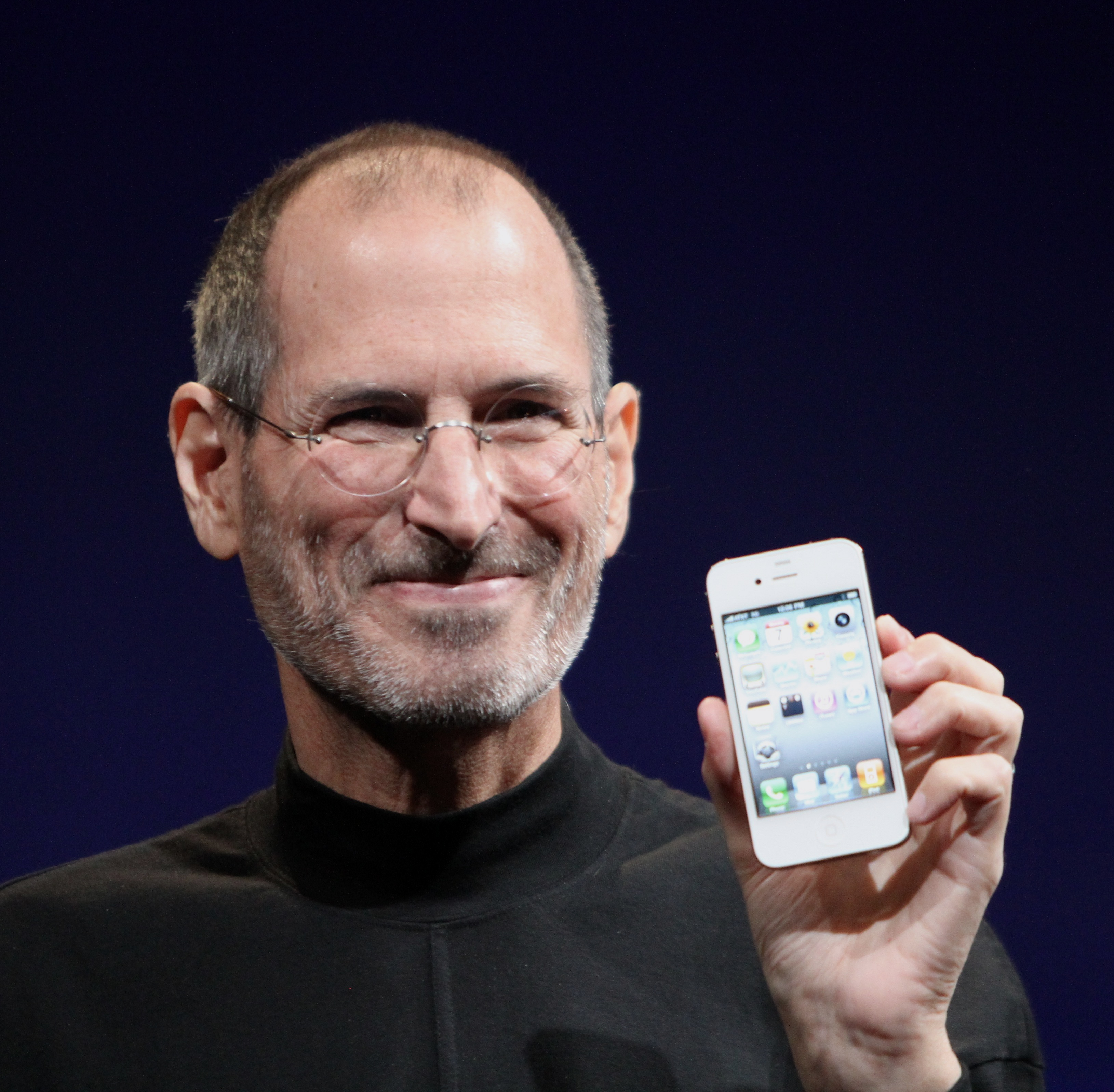
استیو جابز پنج مرتبه فهرست‌شده: ۲۰۱۰, ۲۰۰۸, ۲۰۰۷, ۲۰۰۵, و ۲۰۰۴ (فینالیست در ۲۰۱۱ و ۲۰۰۹)
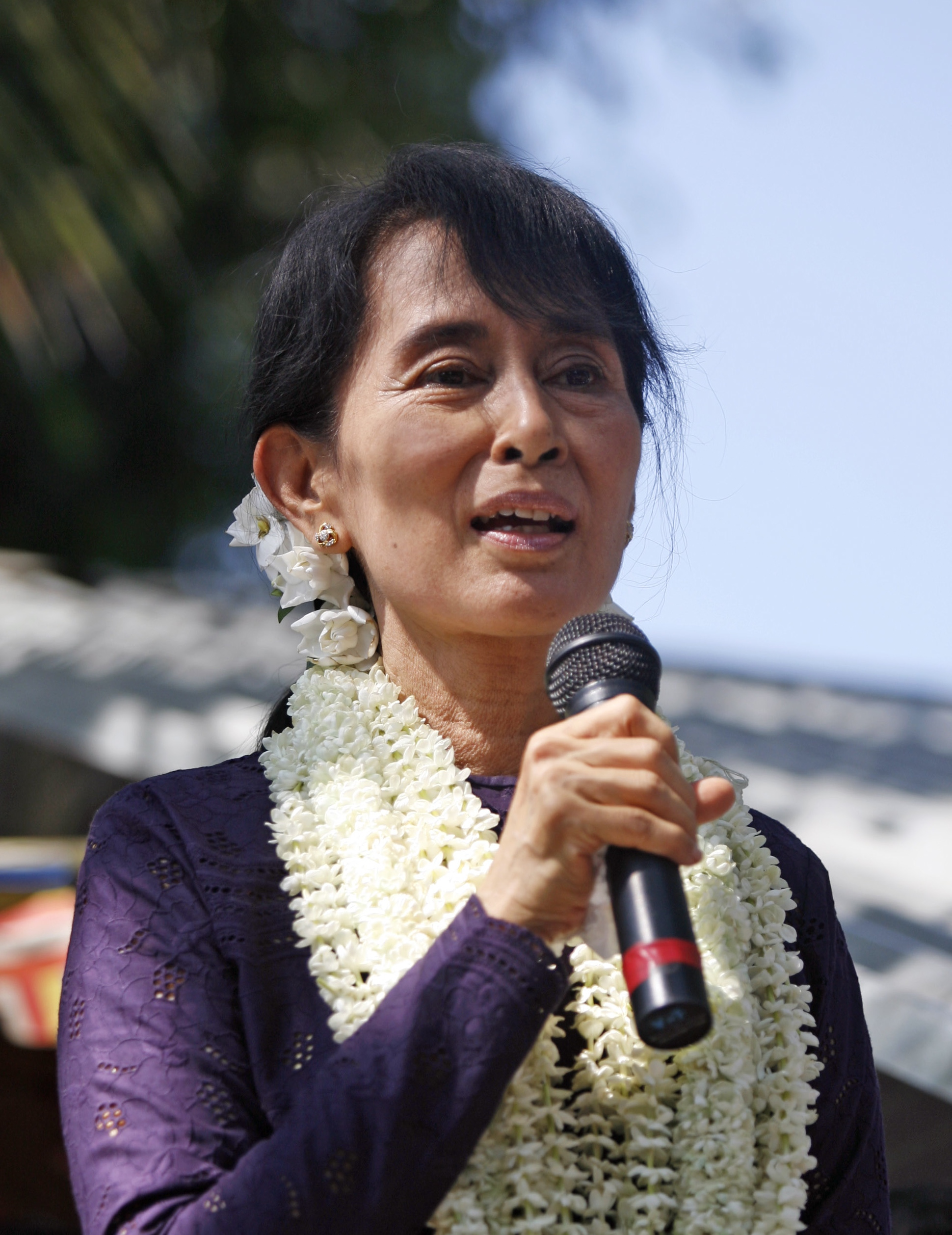
آنگ سان سو چی
 پنج مرتبه فهرست‌شده: ۲۰۱۶, ۲۰۱۳, ۲۰۱۱, ۲۰۰۸, و ۲۰۰۴
(فینالیست در ۲۰۱۲ و ۲۰۰۹)

### چهار مرتبه فهرست‌شده

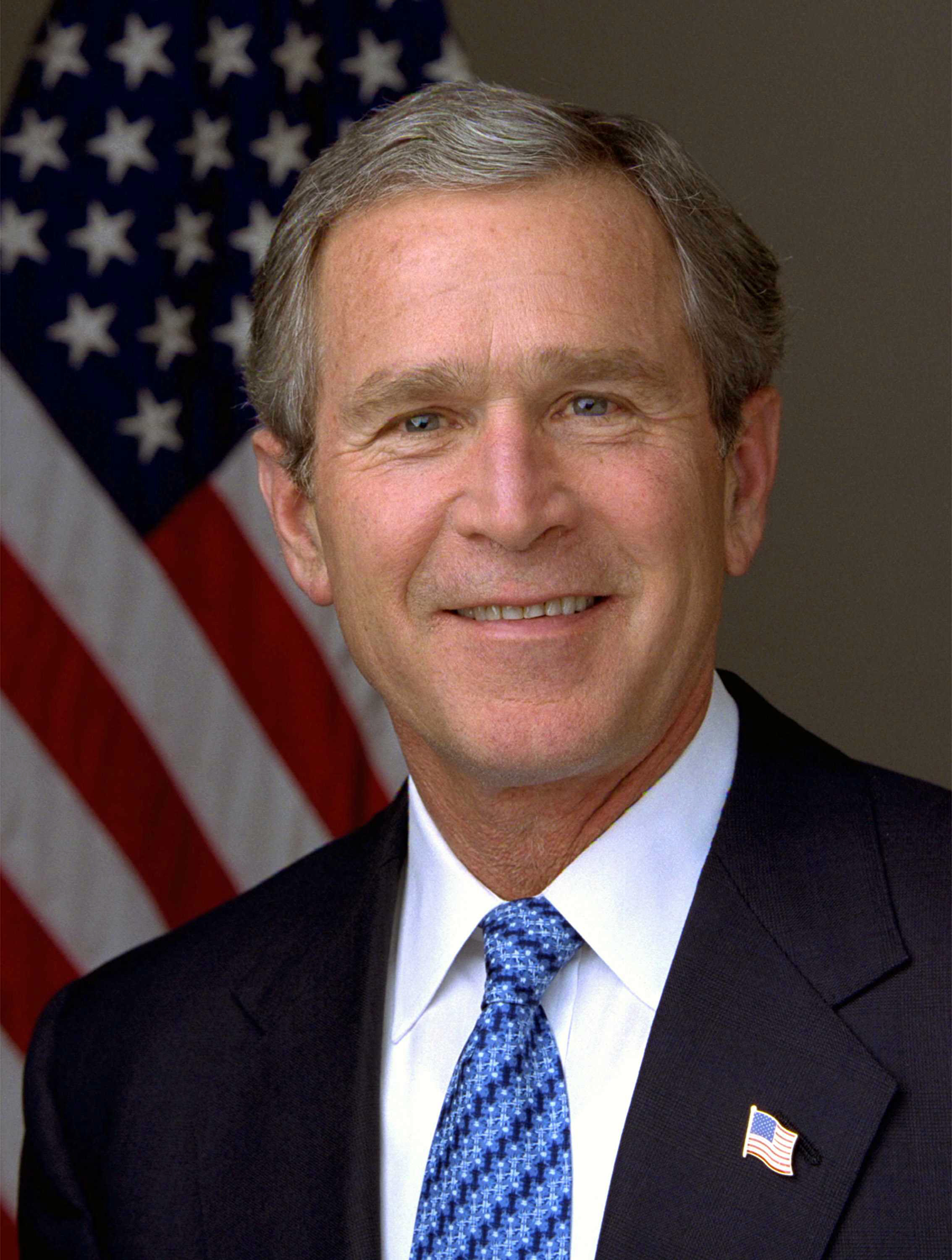
جرج دابلیو بوش ۲۰۰۸, ۲۰۰۶, ۲۰۰۵, و ۲۰۰۴ (فینالیست در ۲۰۰۹ و ۲۰۰۷)
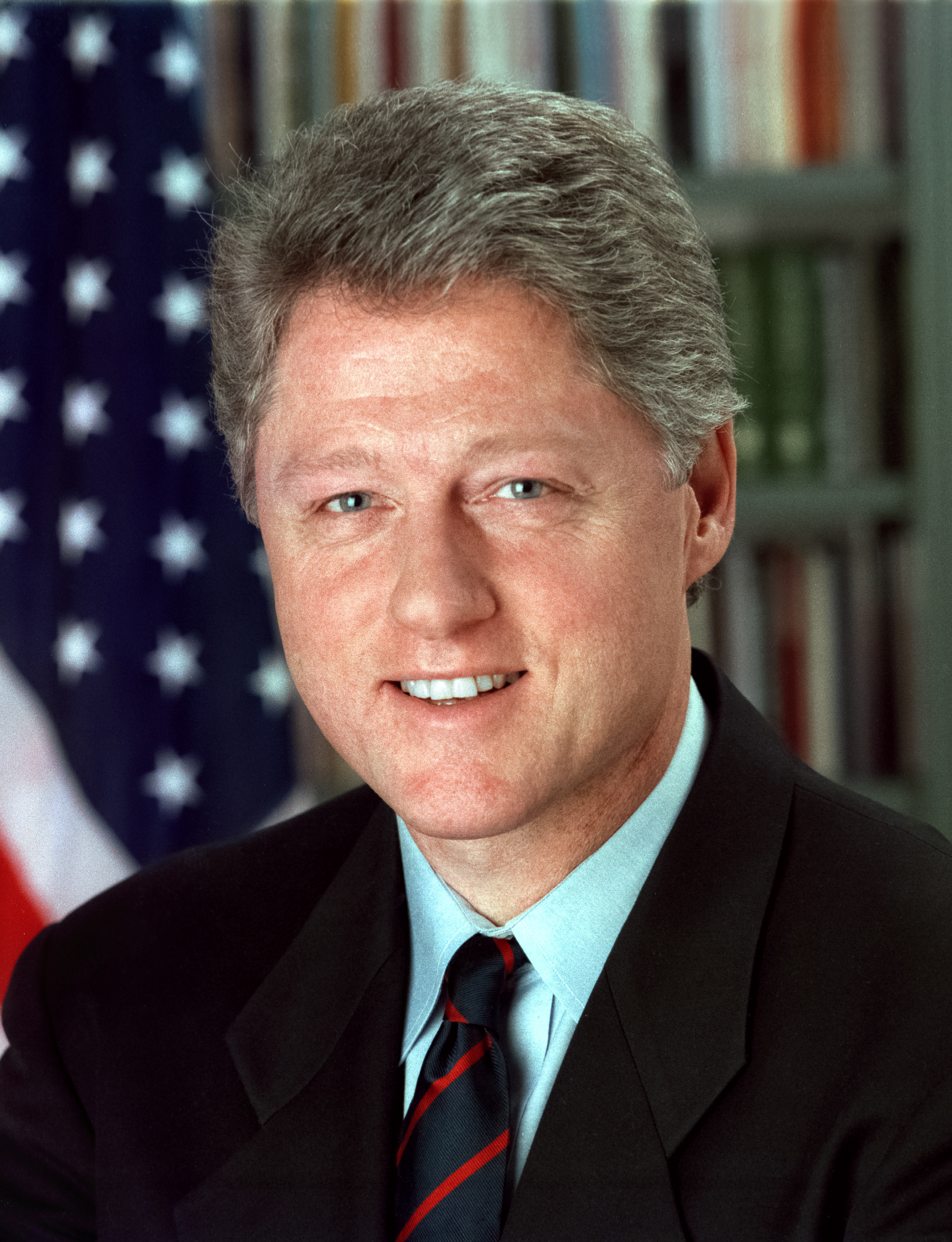
بیل کلینتون ۲۰۱۰, ۲۰۰۶ (مشترکا همراه با جرج اچ. دابلیو بوش); ۲۰۰۵, و ۲۰۰۴ (در ۲۰۰۴ he was included as part of The Clintons) (فینالیست در ۲۰۱۵, ۲۰۱۳, و ۲۰۰۷)
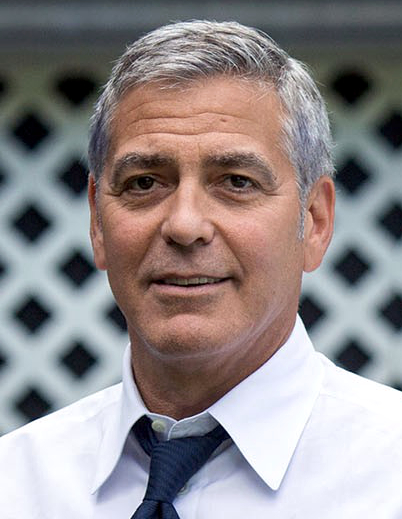
جرج کلونی ۲۰۰۹, ۲۰۰۸, ۲۰۰۷, و ۲۰۰۶ (فینالیست در ۲۰۱۲, ۲۰۱۱, و ۲۰۱۰)
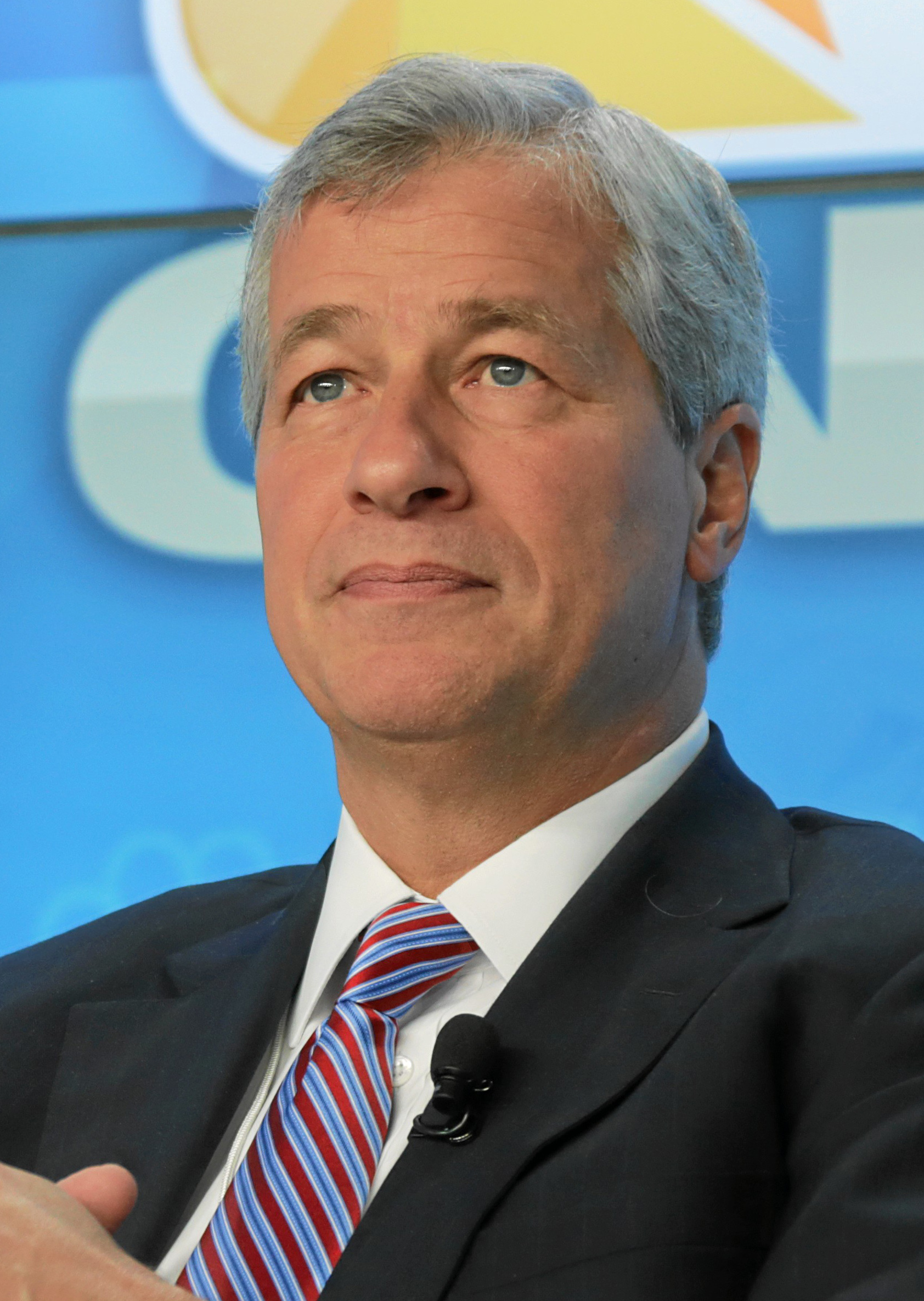
جیمی دایمن ۲۰۱۱, ۲۰۰۹, ۲۰۰۸, و ۲۰۰۶ (فینالیست در ۲۰۱۵ و ۲۰۱۲)
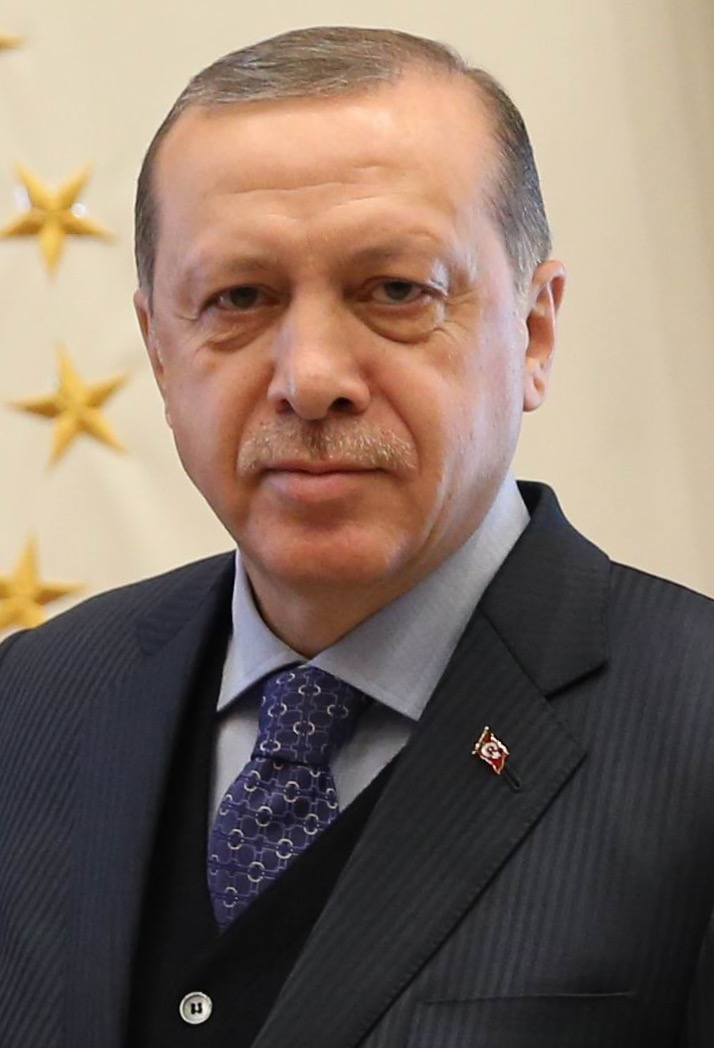
رجب طیب اردوغان ۲۰۱۷, ۲۰۱۶, ۲۰۱۰, و ۲۰۰۴ (فینالیست در ۲۰۱۹, ۲۰۱۵, ۲۰۱۴, و ۲۰۱۲)
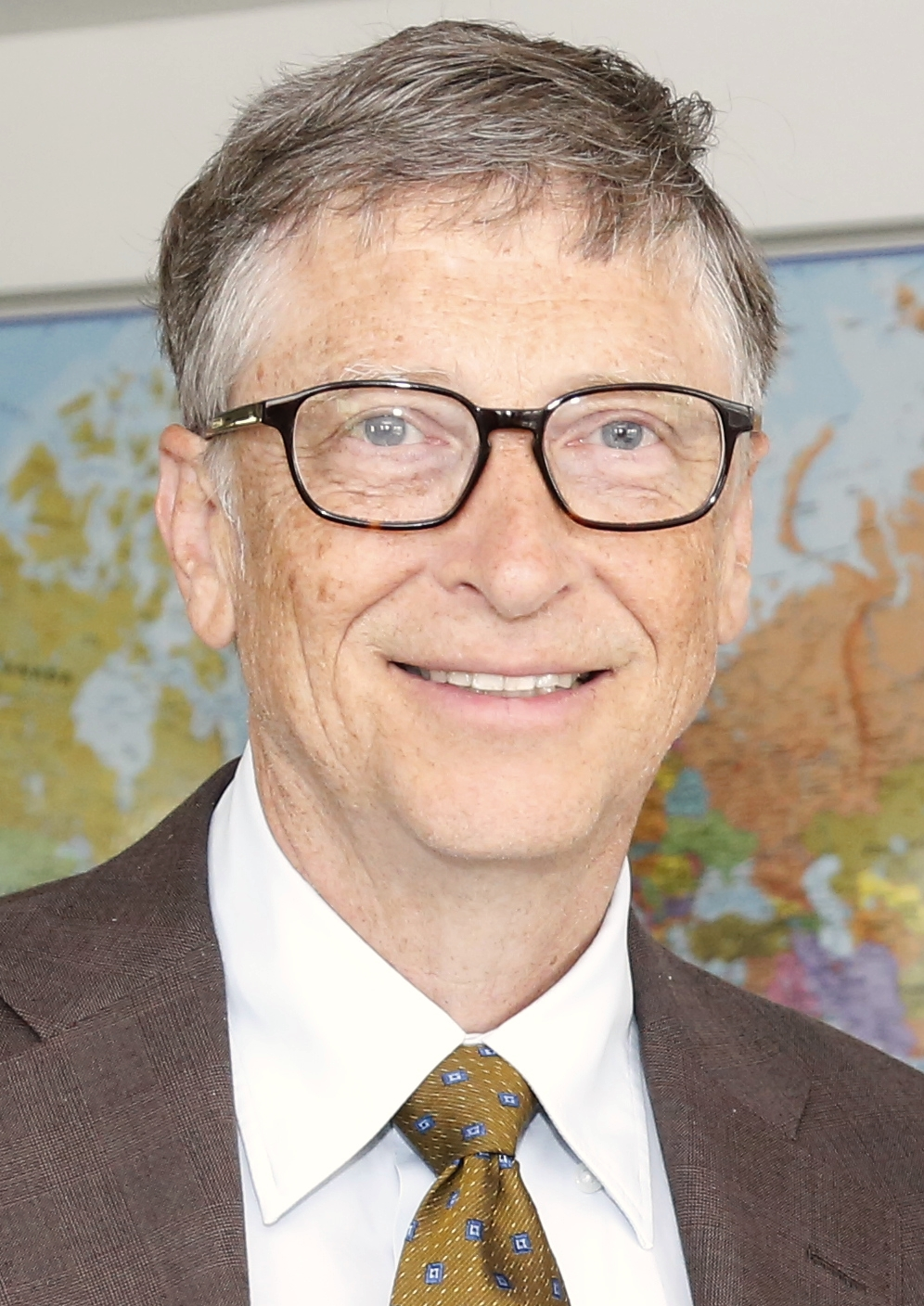
بیل گیتس ۲۰۰۶ (مشترکا همراه با همسرش ملیندا گیتس); ۲۰۰۵, ۲۰۰۴ & سده ۲۰ام میلادی (فینالیست در ۲۰۱۹, ۲۰۱۸, ۲۰۱۷, ۲۰۱۶, ۲۰۱۴, ۲۰۱۰ (همراه با ملیندا); و ۲۰۰۸)
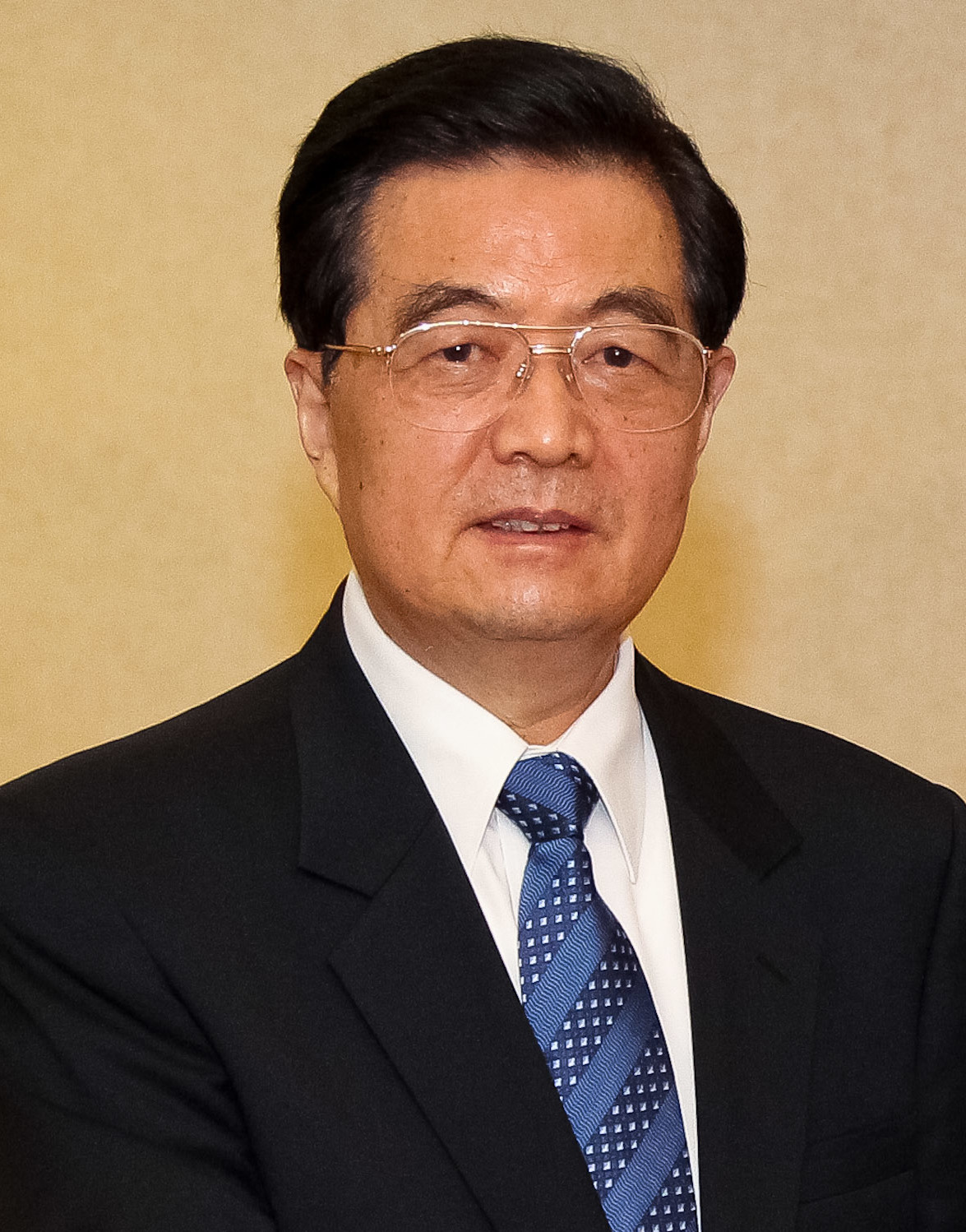
هو جینتائو ۲۰۰۸, ۲۰۰۷, ۲۰۰۵, و ۲۰۰۴ (فینالیست در ۲۰۱۱ و ۲۰۰۹)
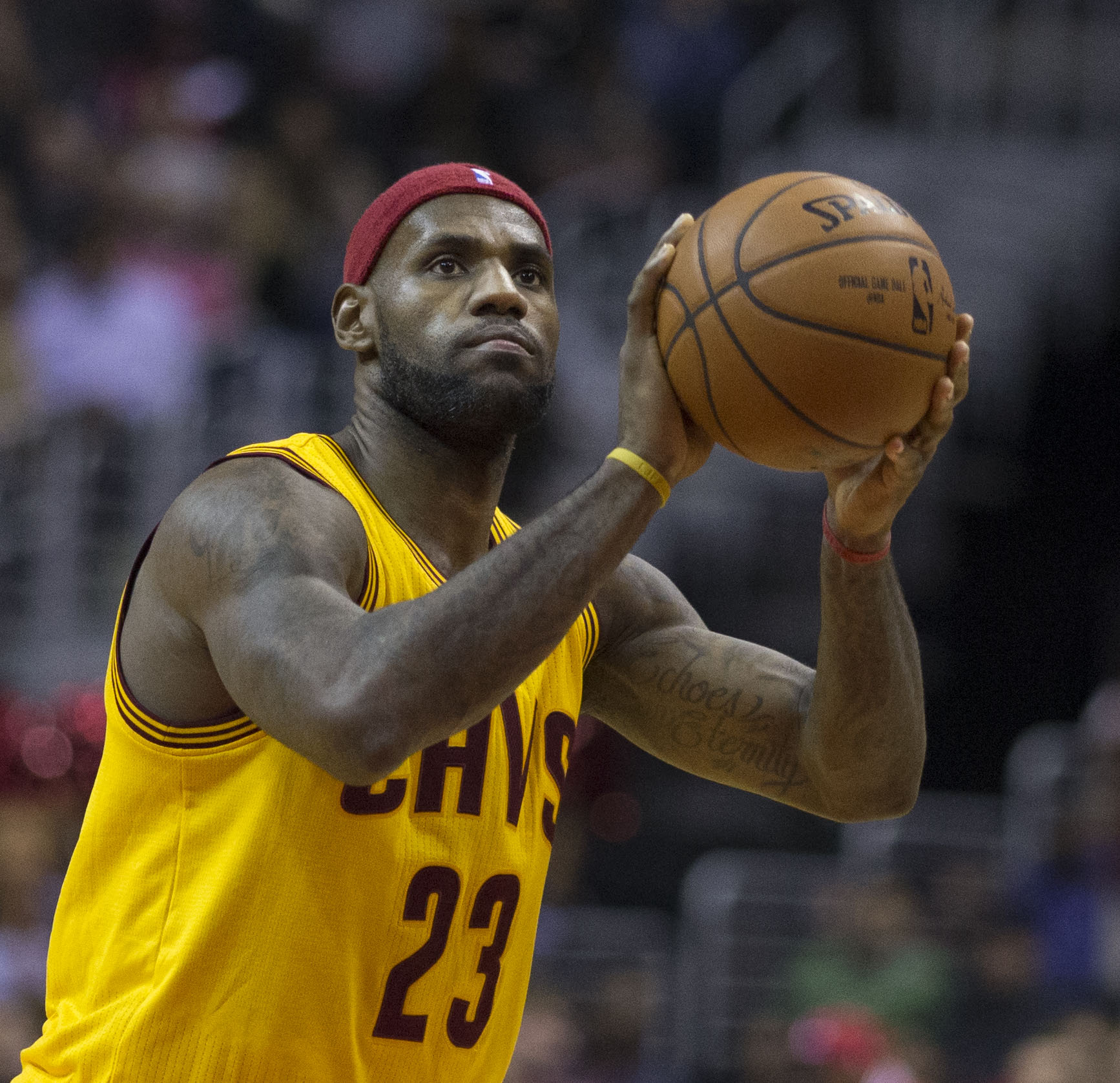
لبران جیمز ۲۰۱۹, ۲۰۱۷, ۲۰۱۳, و ۲۰۰۵ (فینالیست در ۲۰۱۸ و ۲۰۱۵)
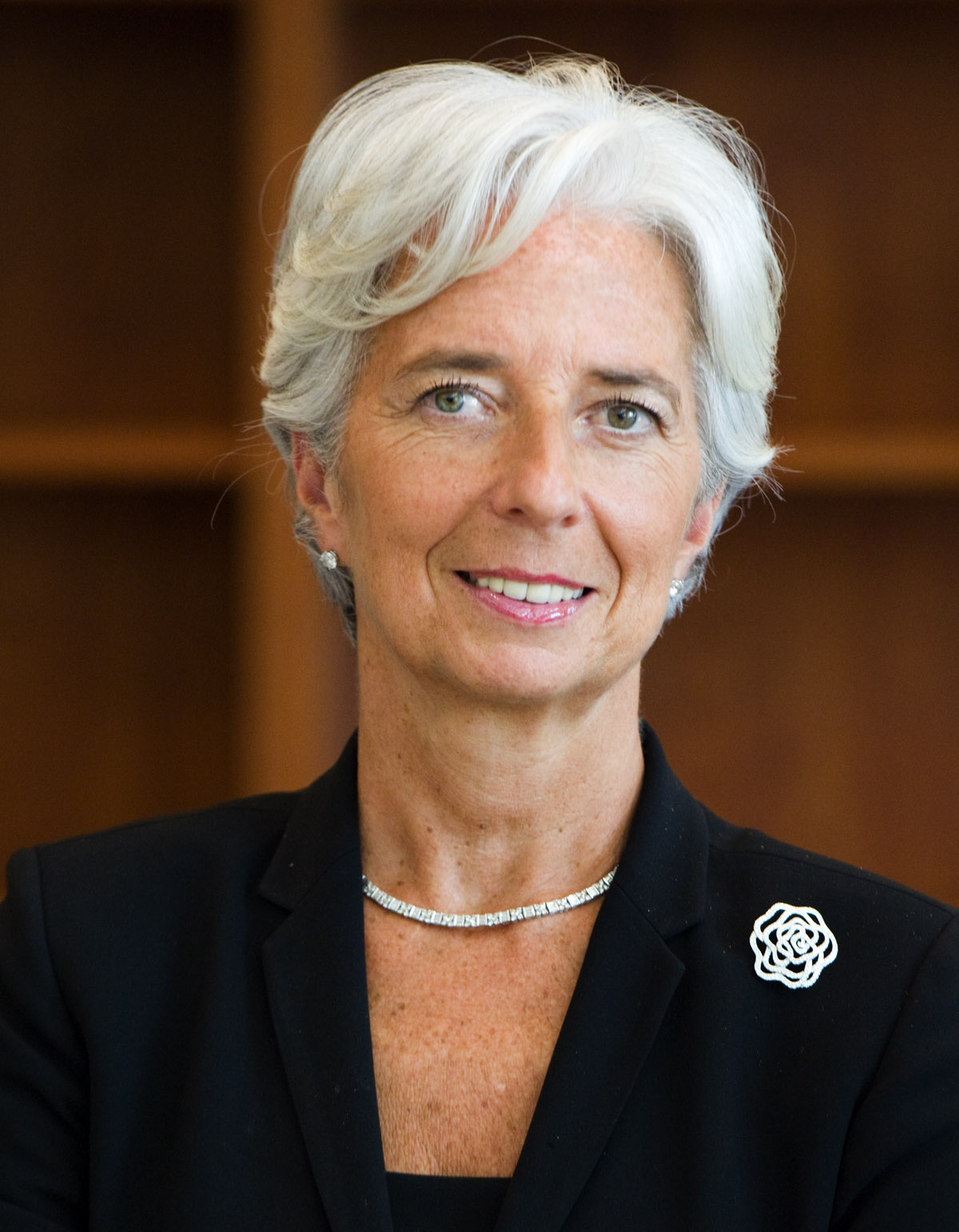
کریستین لاگارد ۲۰۱۶, ۲۰۱۲, ۲۰۱۰, و ۲۰۰۹ (فینالیست در ۲۰۱۴)
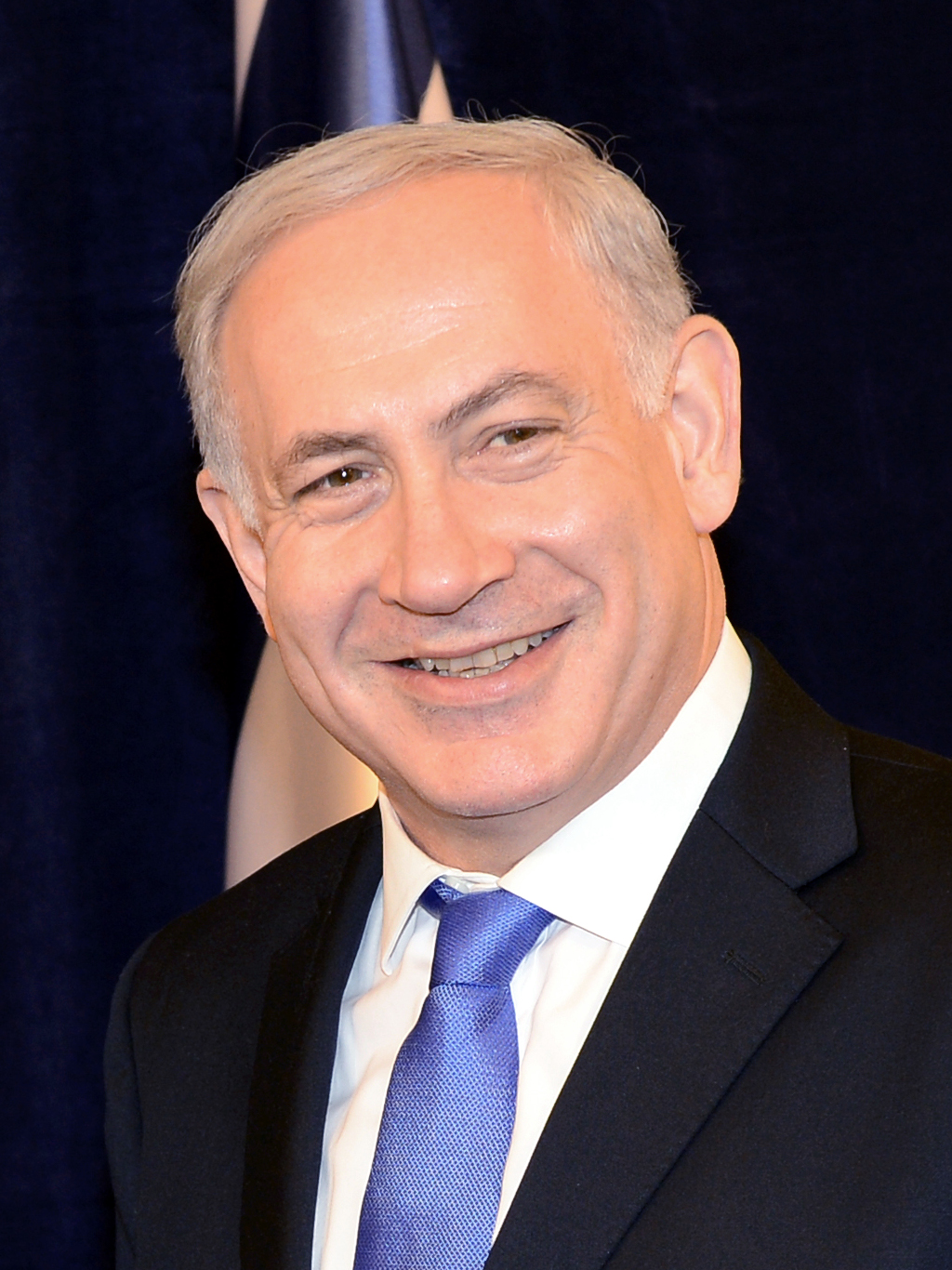
بنیامین نتانیاهو ۲۰۱۹, ۲۰۱۵, ۲۰۱۲, و ۲۰۱۱ (فینالیست در ۲۰۱۷, ۲۰۱۳, ۲۰۱۰, و ۲۰۰۹)
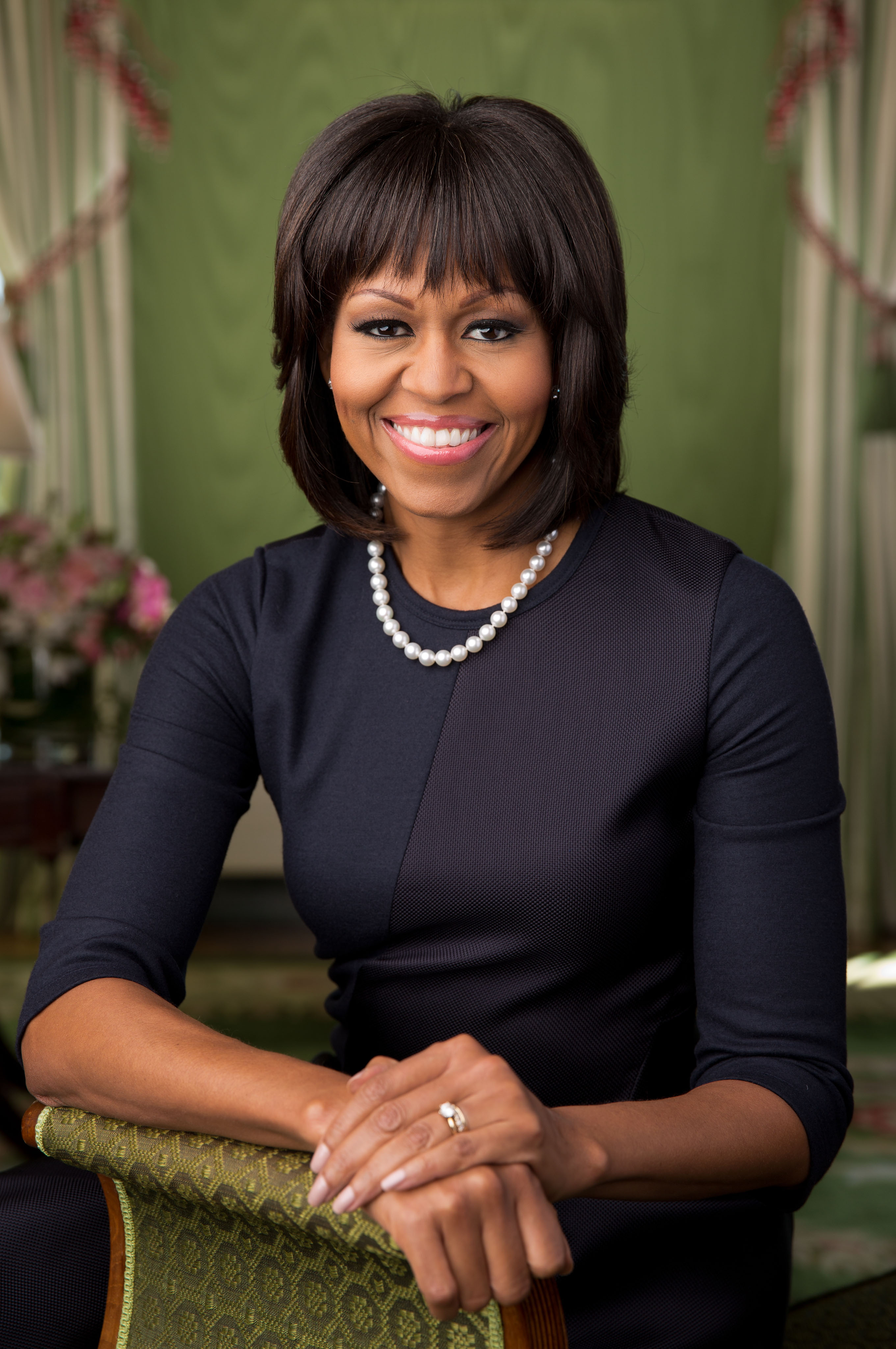
میشل اوباما ۲۰۱۹, ۲۰۱۳, ۲۰۱۱, و ۲۰۰۹ (فینالیست در ۲۰۱۶, ۲۰۱۵, ۲۰۱۴, ۲۰۱۲, و ۲۰۱۰)
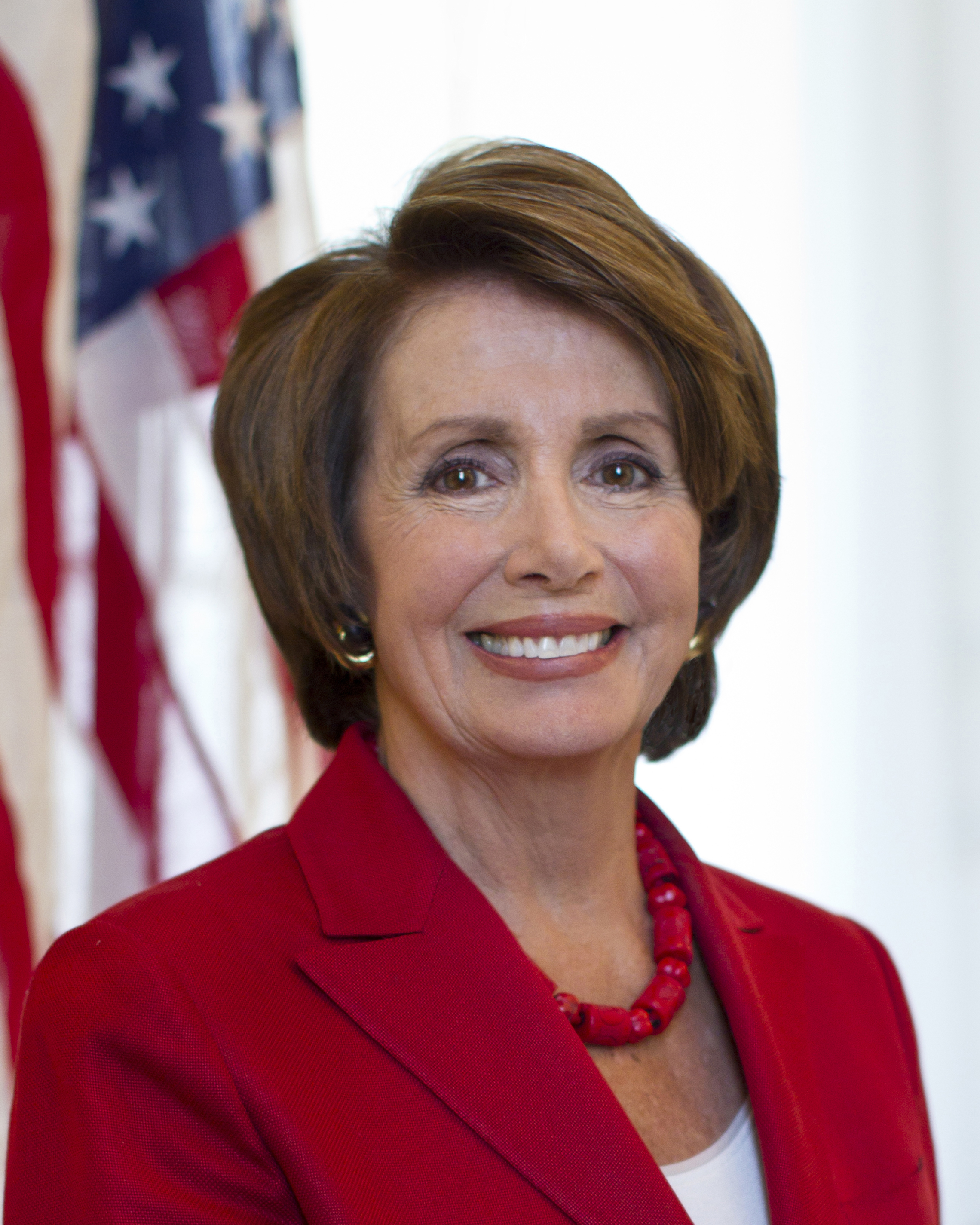
نانسی پلوسی ۲۰۱۹, ۲۰۱۸, ۲۰۱۰, و ۲۰۰۷ (فینالیست در ۲۰۱۳, ۲۰۰۹, و ۲۰۰۸)
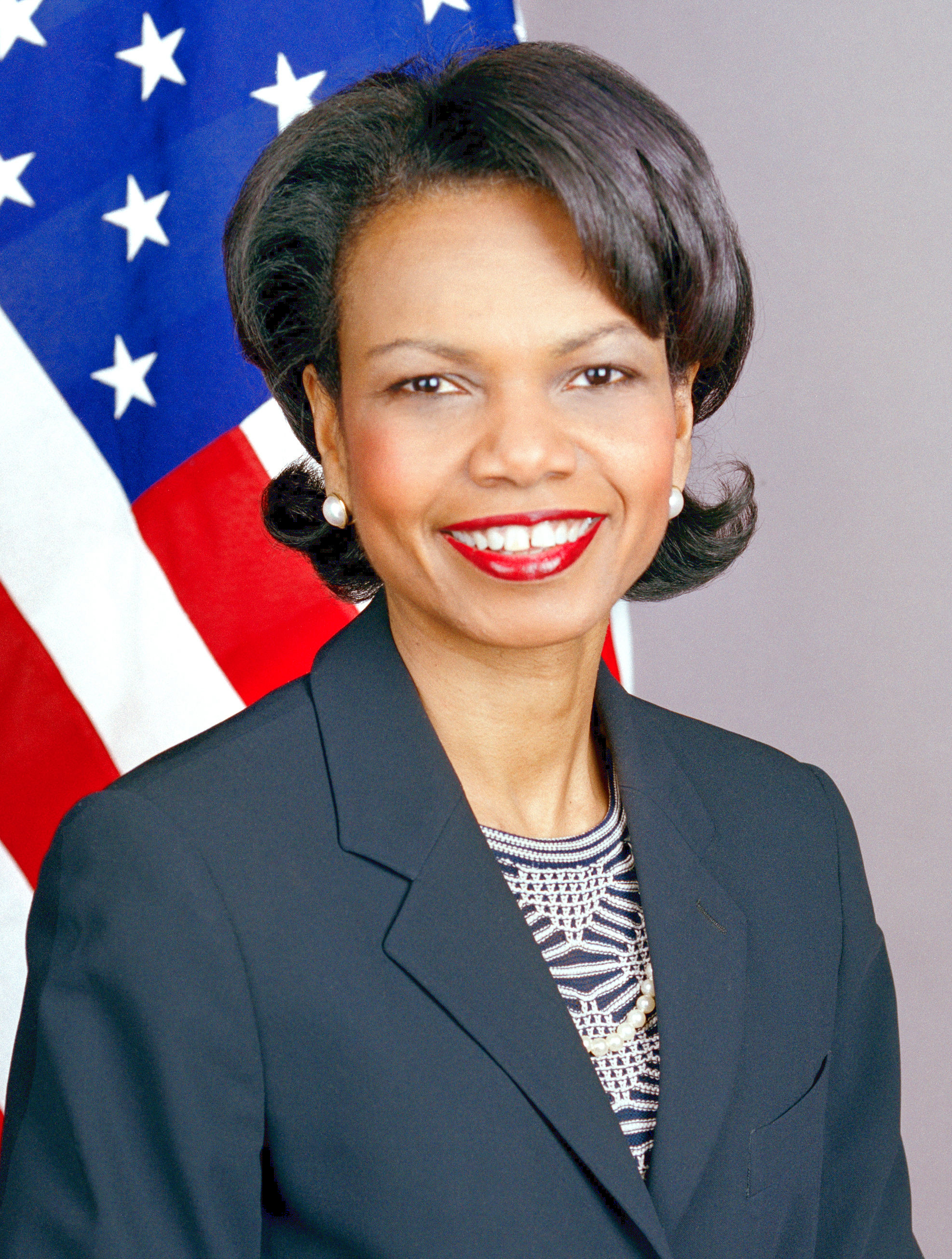
کاندولیزا رایس ۲۰۰۷, ۲۰۰۶, ۲۰۰۵, و ۲۰۰۴ (فینالیست در ۲۰۰۸)
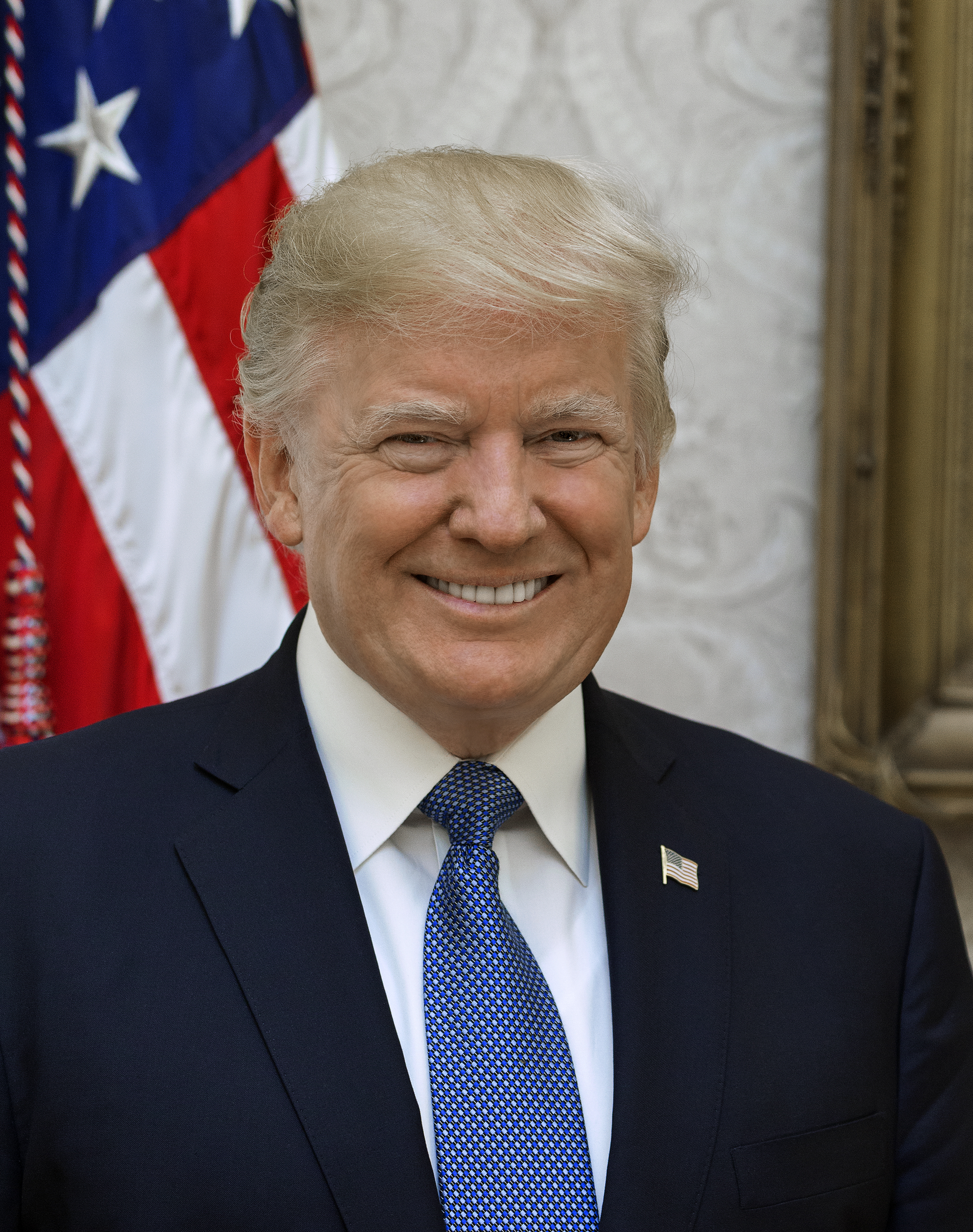
دونالد ترامپ ۲۰۱۹, ۲۰۱۸, ۲۰۱۷, و ۲۰۱۶
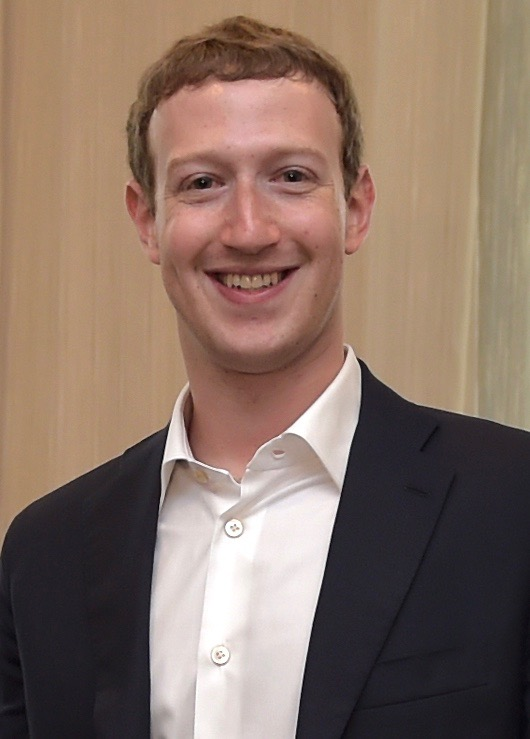
مارک زاکربرگ
۲۰۱۹, ۲۰۱۶ (مشترکا همراه با همسرش پریسیلا چان); ۲۰۱۱ و ۲۰۰۸
(فینالیست در ۲۰۱۸, ۲۰۱۷, ۲۰۱۵, ۲۰۱۴, ۲۰۱۲ و ۲۰۰۹)

### سه مرتبه فهرست‌شده

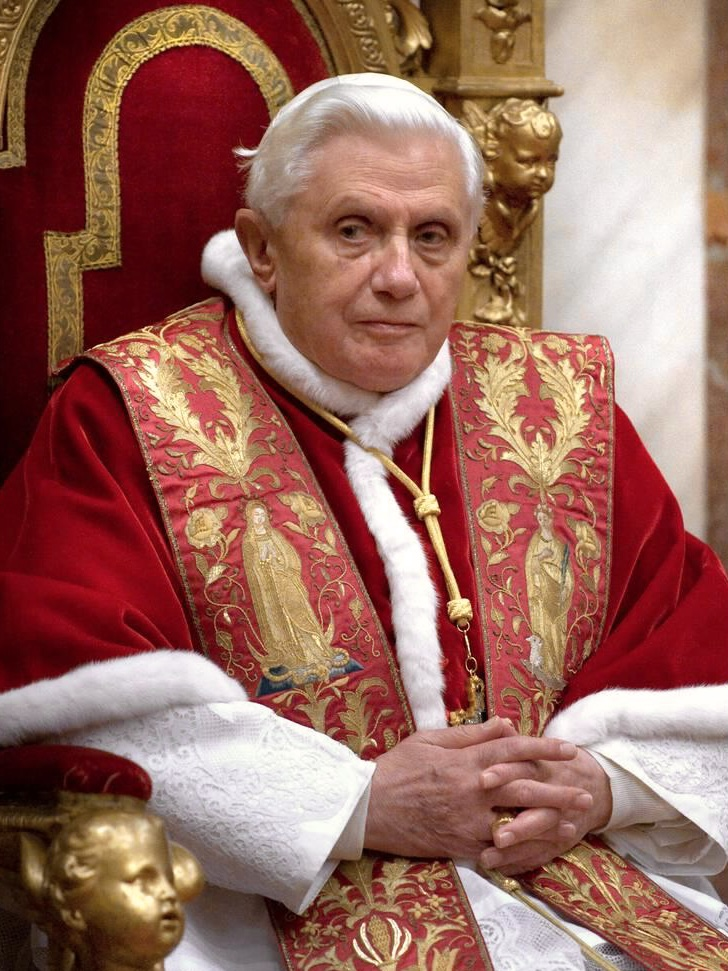
بندیکت شانزدهم ۲۰۰۷, ۲۰۰۶, و ۲۰۰۵ (فینالیست در ۲۰۱۳, ۲۰۰۹, و ۲۰۰۸)
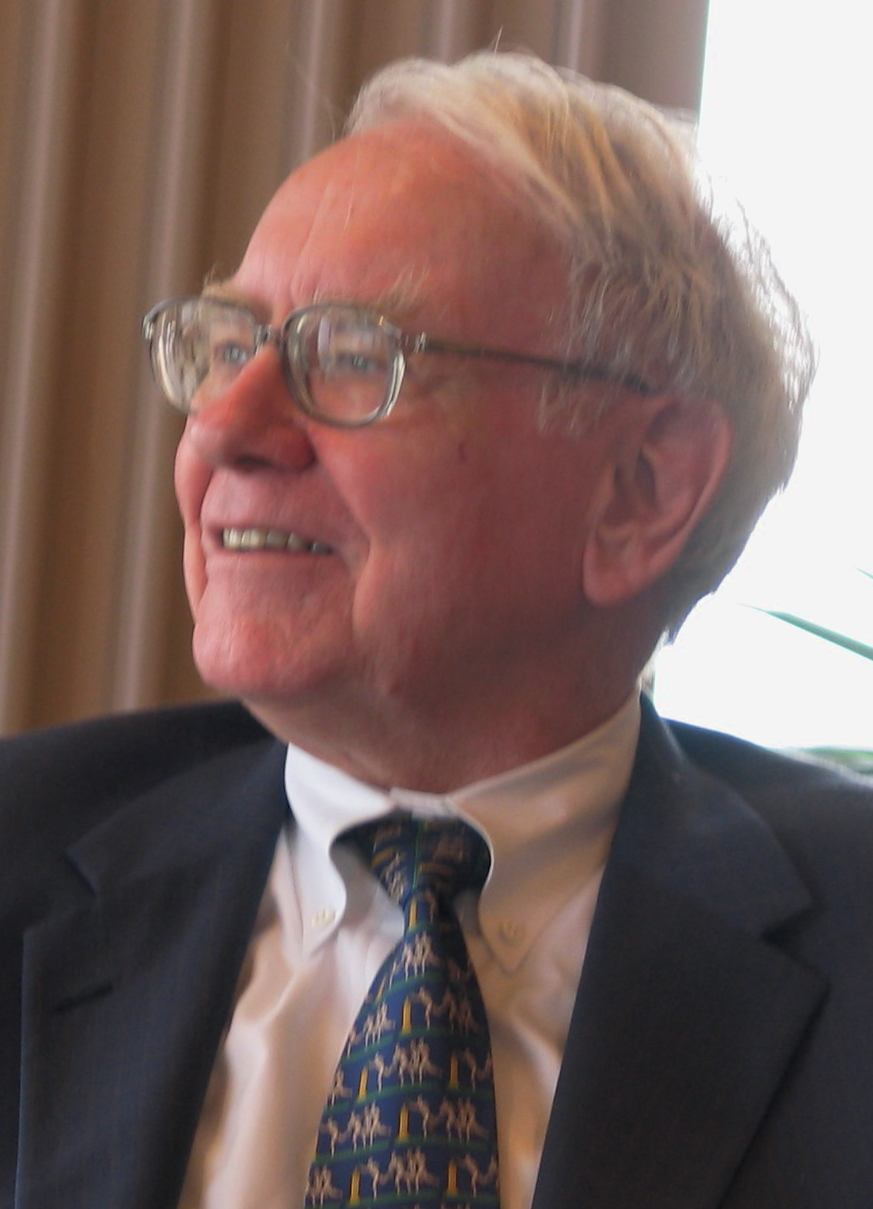
وارن بافت ۲۰۱۲, ۲۰۰۷, و ۲۰۰۴ (فینالیست در ۲۰۱۶, ۲۰۱۳, ۲۰۱۱, ۲۰۱۰, ۲۰۰۹, و ۲۰۰۸)
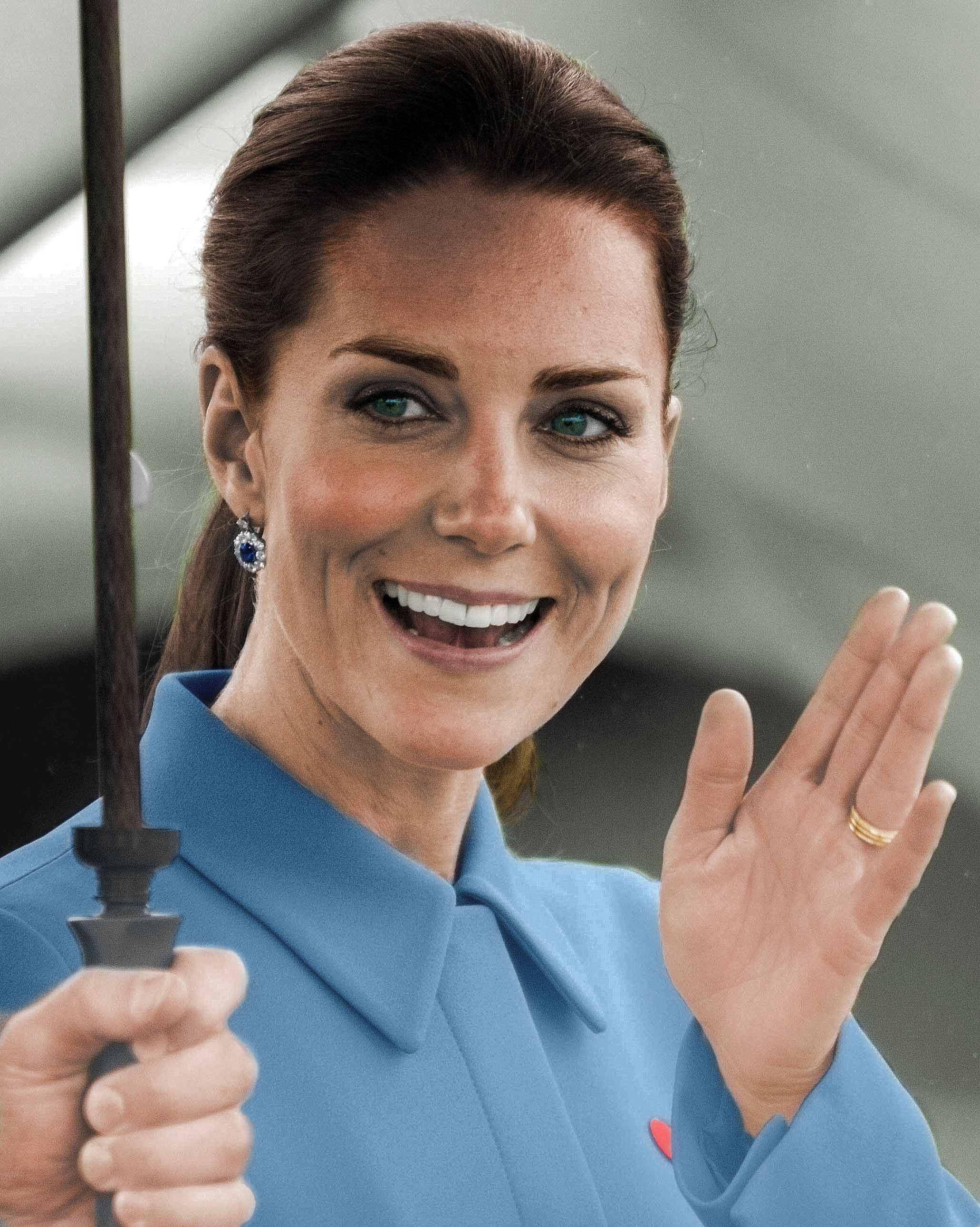
کاترین، دوشس کمبریج ۲۰۱۳, ۲۰۱۲ (مشترکا همراه با خواهر Pippa Middleton); و ۲۰۱۱ (مشترکا همراه با همسرش شاهزاده ویلیام، دوک کمبریج) (فینالیست در ۲۰۱۸)
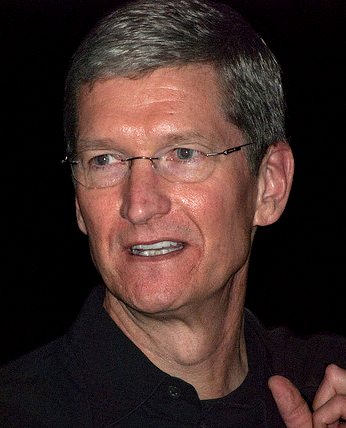
تیم کوک ۲۰۱۶, ۲۰۱۵, و ۲۰۱۲ (فینالیست در ۲۰۱۹, ۲۰۱۸, ۲۰۱۷, و ۲۰۱۴)
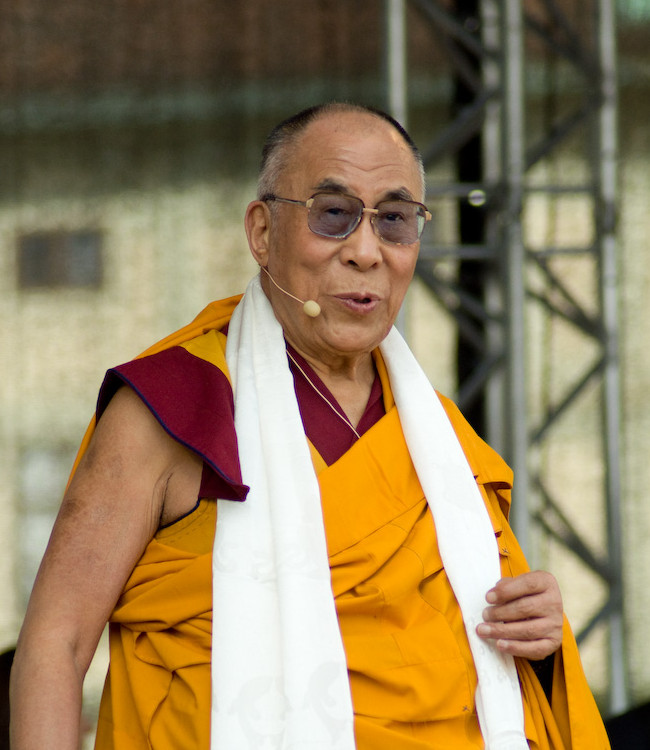
The دالایی لاما،  Tenzin Gyatso ۲۰۰۸, ۲۰۰۵, و ۲۰۰۴ (فینالیست در ۲۰۱۵ و ۲۰۰۹)
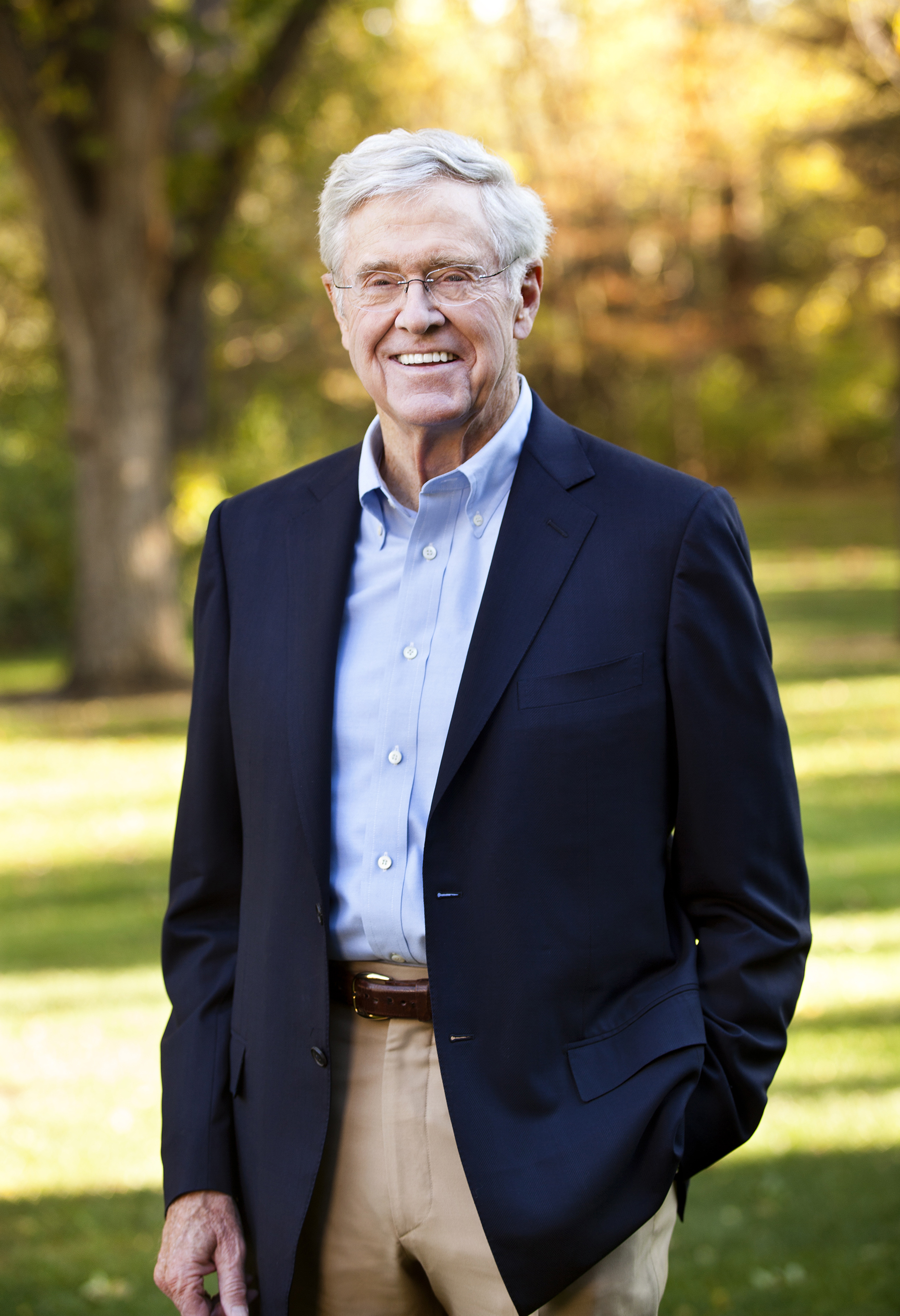
چارلز جی. کوک ۲۰۱۵, ۲۰۱۴, و ۲۰۱۱ (فینالیست در ۲۰۱۶ و ۲۰۱۲) (مشترکا همراه با brother David at all times)
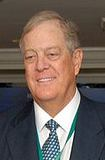
دیوید اچ. کوک ۲۰۱۵, ۲۰۱۴, و ۲۰۱۱ (فینالیست در ۲۰۱۶ و ۲۰۱۲) (مشترکا همراه با brother Charles at all times)
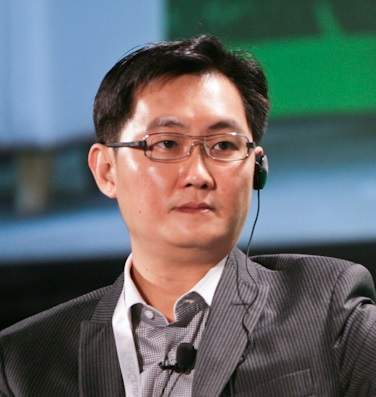
ما هواتنگ ۲۰۱۸, ۲۰۱۴, و ۲۰۰۷ (فینالیست در ۲۰۱۹)
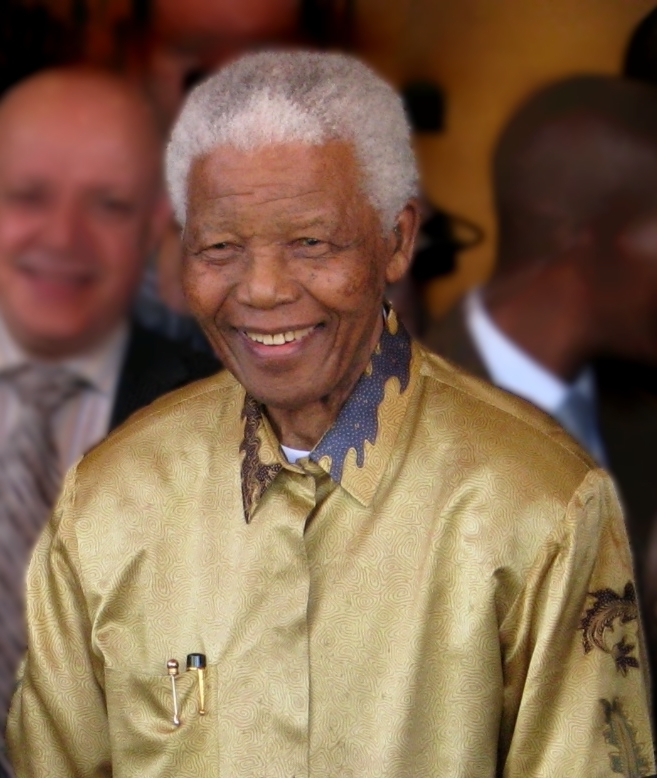
نلسون ماندلا ۲۰۰۵, ۲۰۰۴ & سده ۲۰ام میلادی (فینالیست در ۲۰۰۸ و ۲۰۰۷)
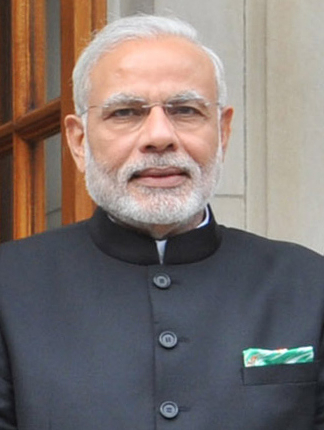
نارندرا مودی ۲۰۱۷, ۲۰۱۵, و ۲۰۱۴ (فینالیست در ۲۰۱۹, ۲۰۱۸, ۲۰۱۶, و ۲۰۱۲)
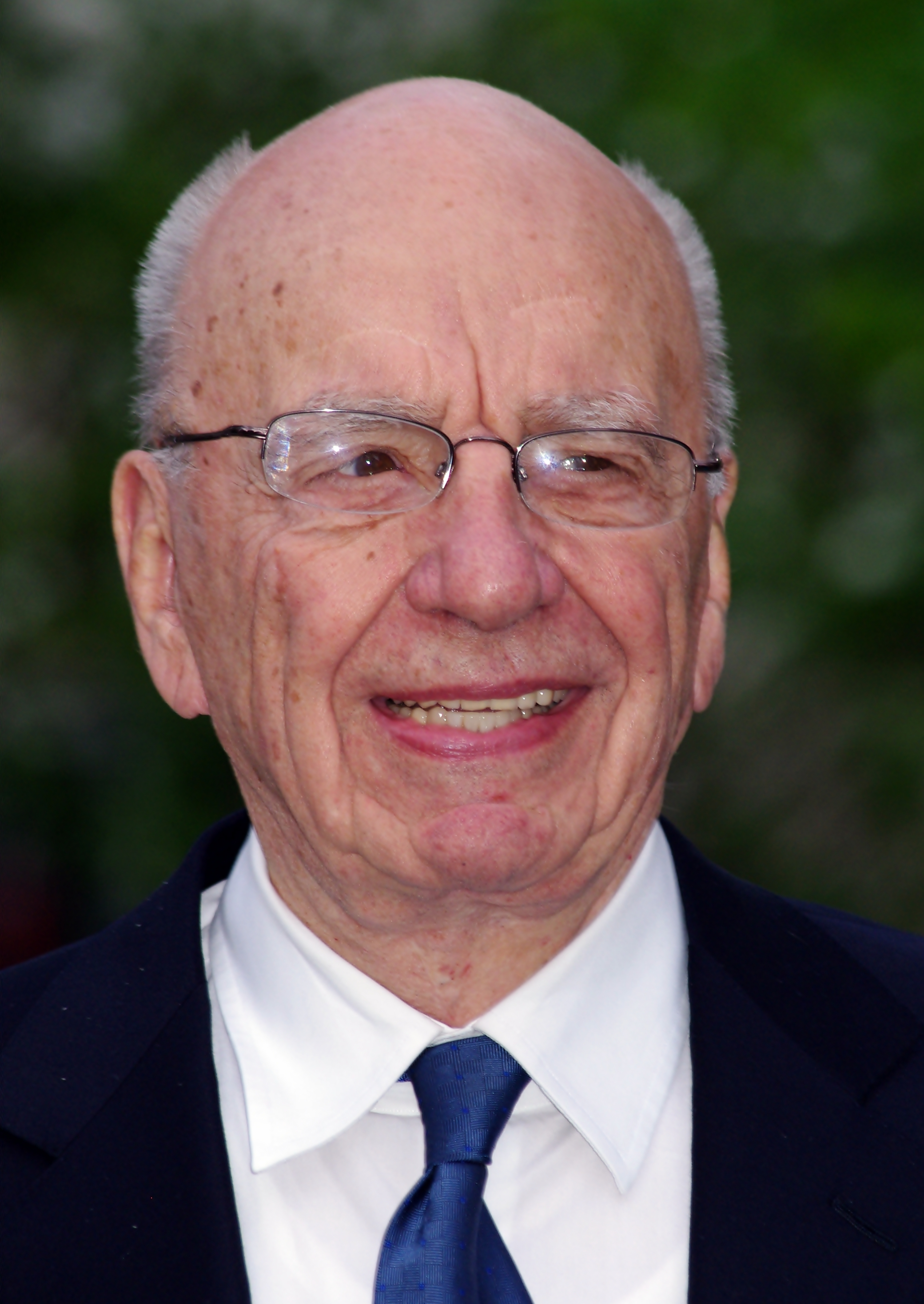
روپرت مرداک ۲۰۰۸, ۲۰۰۵, و ۲۰۰۴ (فینالیست در ۲۰۱۲, ۲۰۱۰, و ۲۰۰۹)
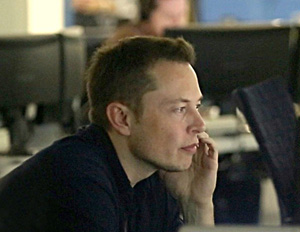
ایلان ماسک ۲۰۱۸, ۲۰۱۳, و ۲۰۱۰ (فینالیست در ۲۰۱۹, ۲۰۱۷, ۲۰۱۶, و ۲۰۱۵)
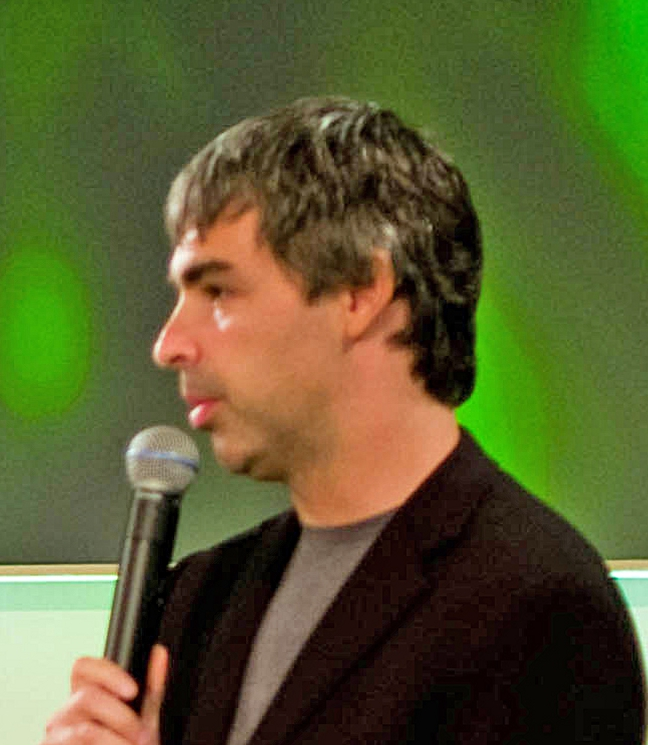
لری پیج ۲۰۱۱, ۲۰۰۵ (شامل به عنوان بخشی از Google Guys); و ۲۰۰۴ (مشترکا همراه با سرگی برین) (فینالیست در ۲۰۱۴, ۲۰۱۲, و ۲۰۰۸ (همراه با Brin))
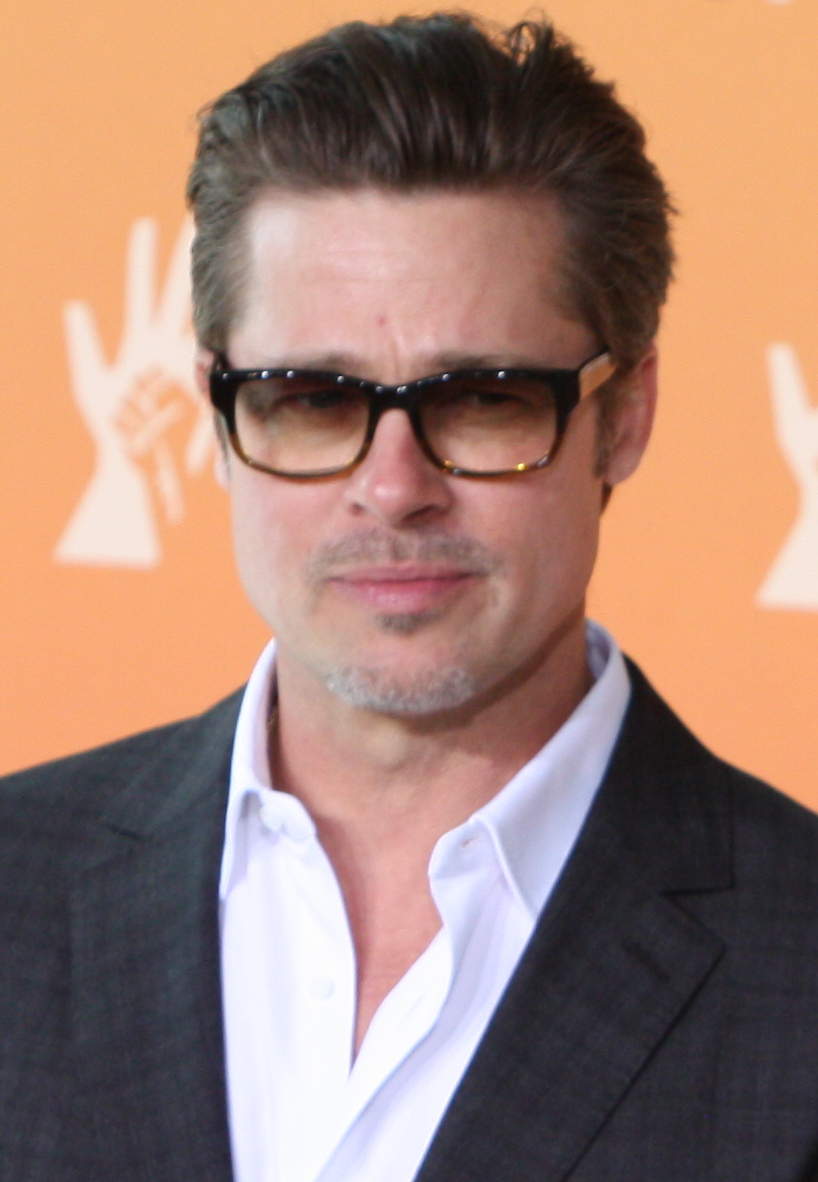
برد پیت ۲۰۰۹, ۲۰۰۸ (مشترکا همراه با شریک زندگی آنجلینا جولی); و ۲۰۰۷ (فینالیست در ۲۰۱۲ و ۲۰۱۱ هر دو همراه با جولی)
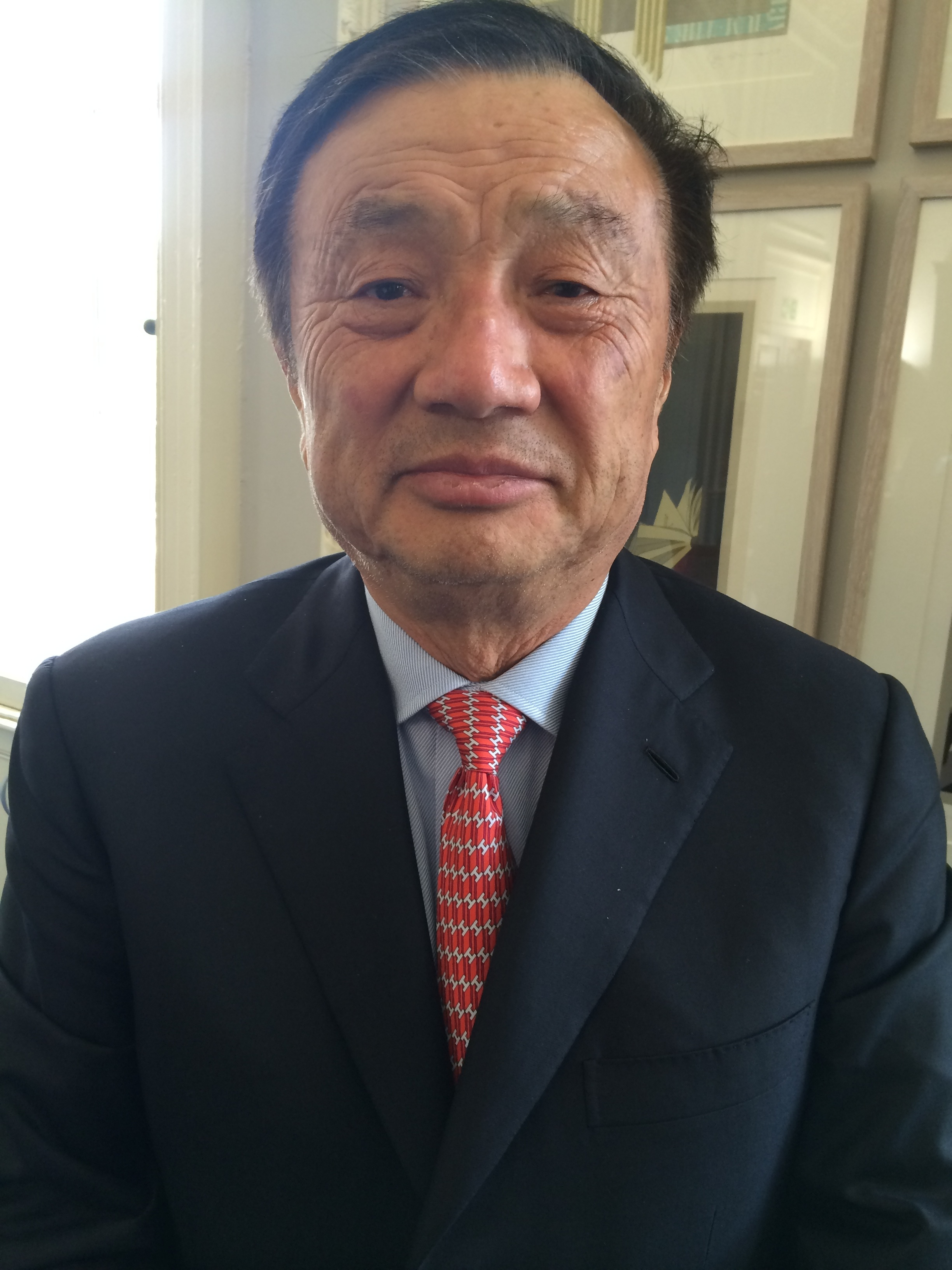
رن ژنگفی ۲۰۱۹, ۲۰۱۳, و ۲۰۰۵
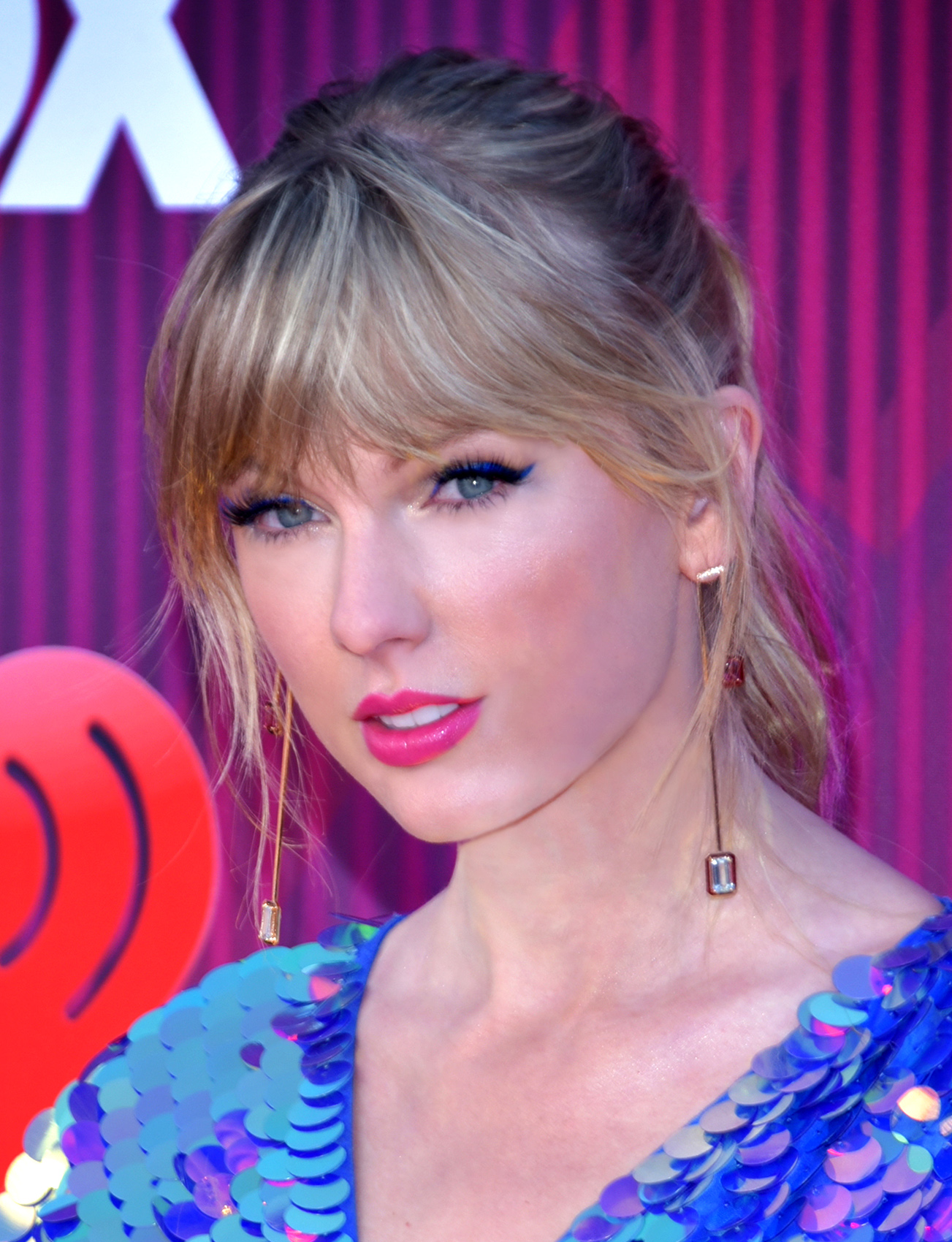
تیلور سوئیفت ۲۰۱۹, ۲۰۱۵, و ۲۰۱۰ (فینالیست در ۲۰۱۶, ۲۰۱۴, و ۲۰۰۹)
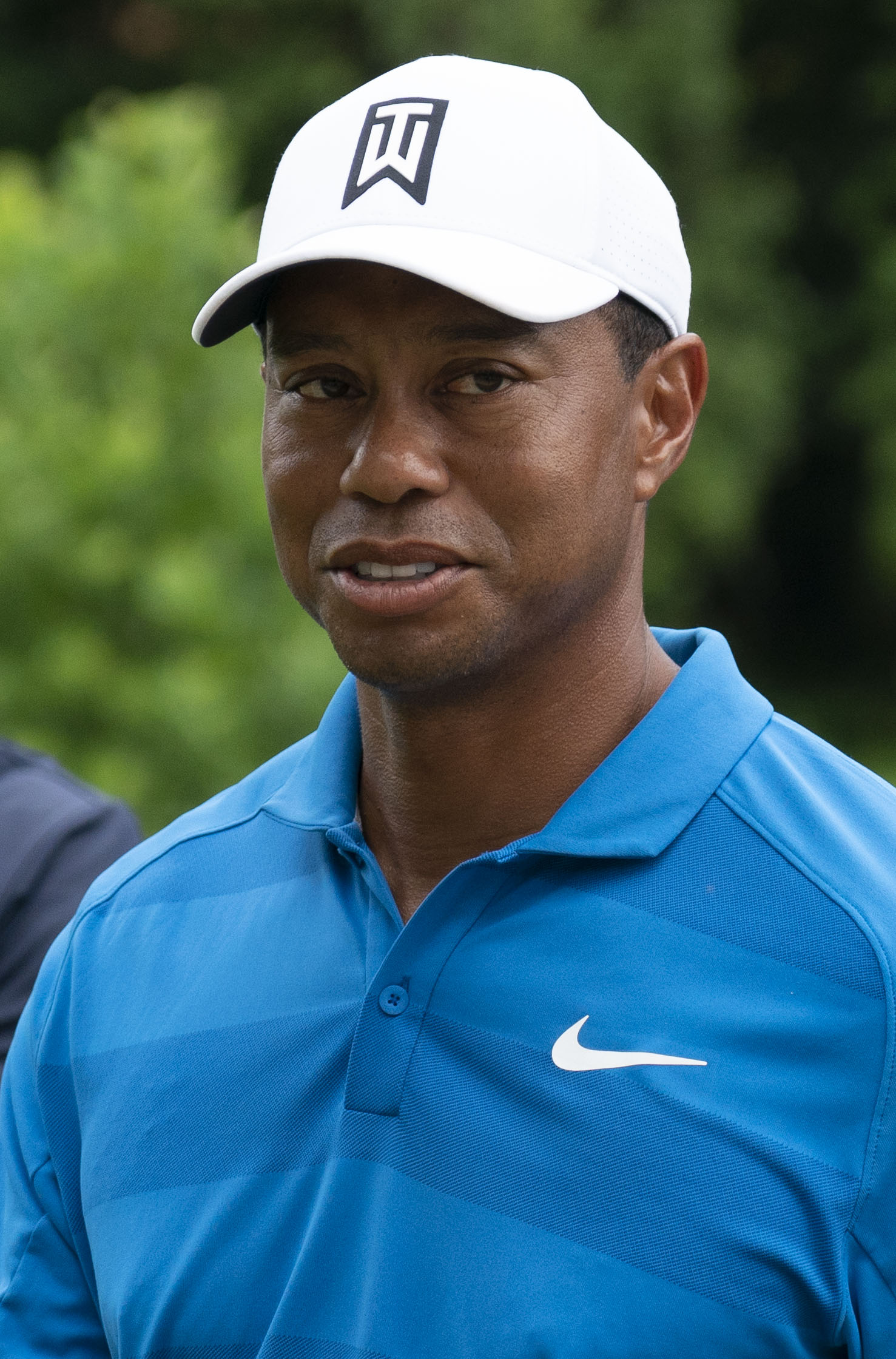
تایگر وودز ۲۰۱۹, ۲۰۰۹, و ۲۰۰۴ (فینالیست در ۲۰۱۰, ۲۰۰۸, و ۲۰۰۷)
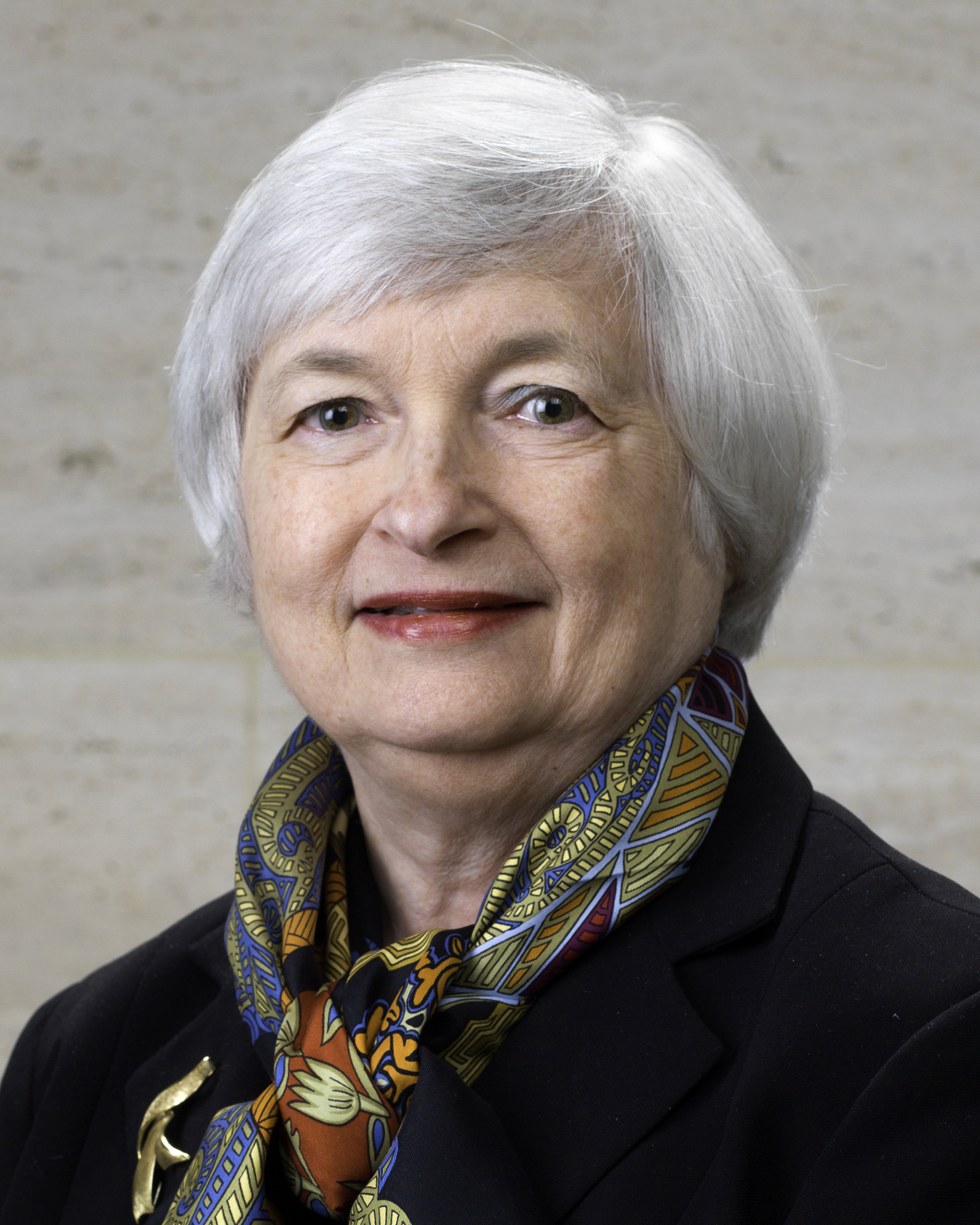
جنت یلن ۲۰۱۷, ۲۰۱۵, و ۲۰۱۴ (فینالیست در ۲۰۱۶)
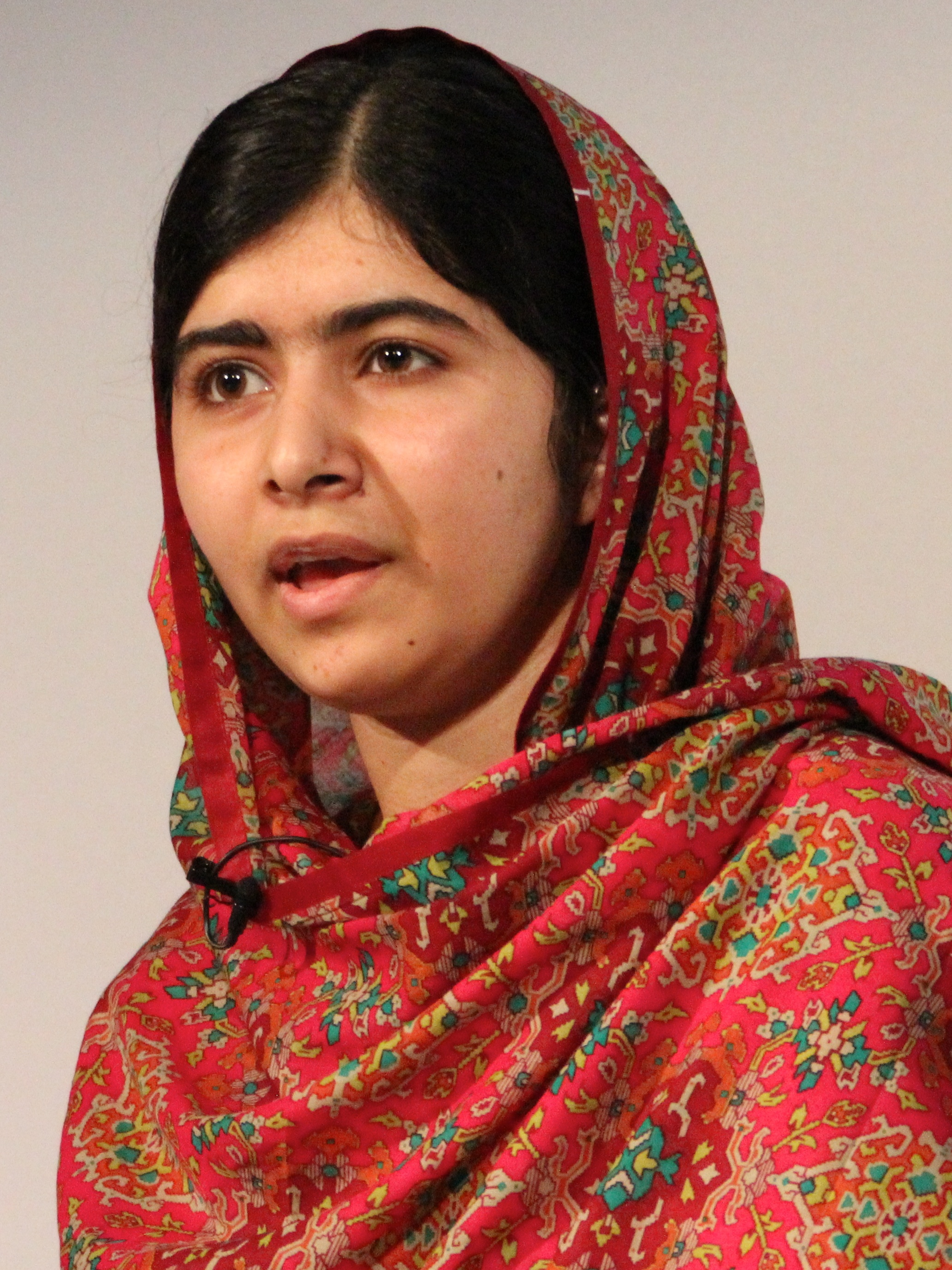
ملاله یوسف‌زی
۲۰۱۵, ۲۰۱۴, و ۲۰۱۳
(فینالیست در ۲۰۱۶)

## افراد مرتبط با ایران
از جمله افرادی که به‌گونه‌ای با ایران مرتبط بوده و در این فهرست قرار گرفته‌اند می‌توان به افراد زیر اشاره کرد:

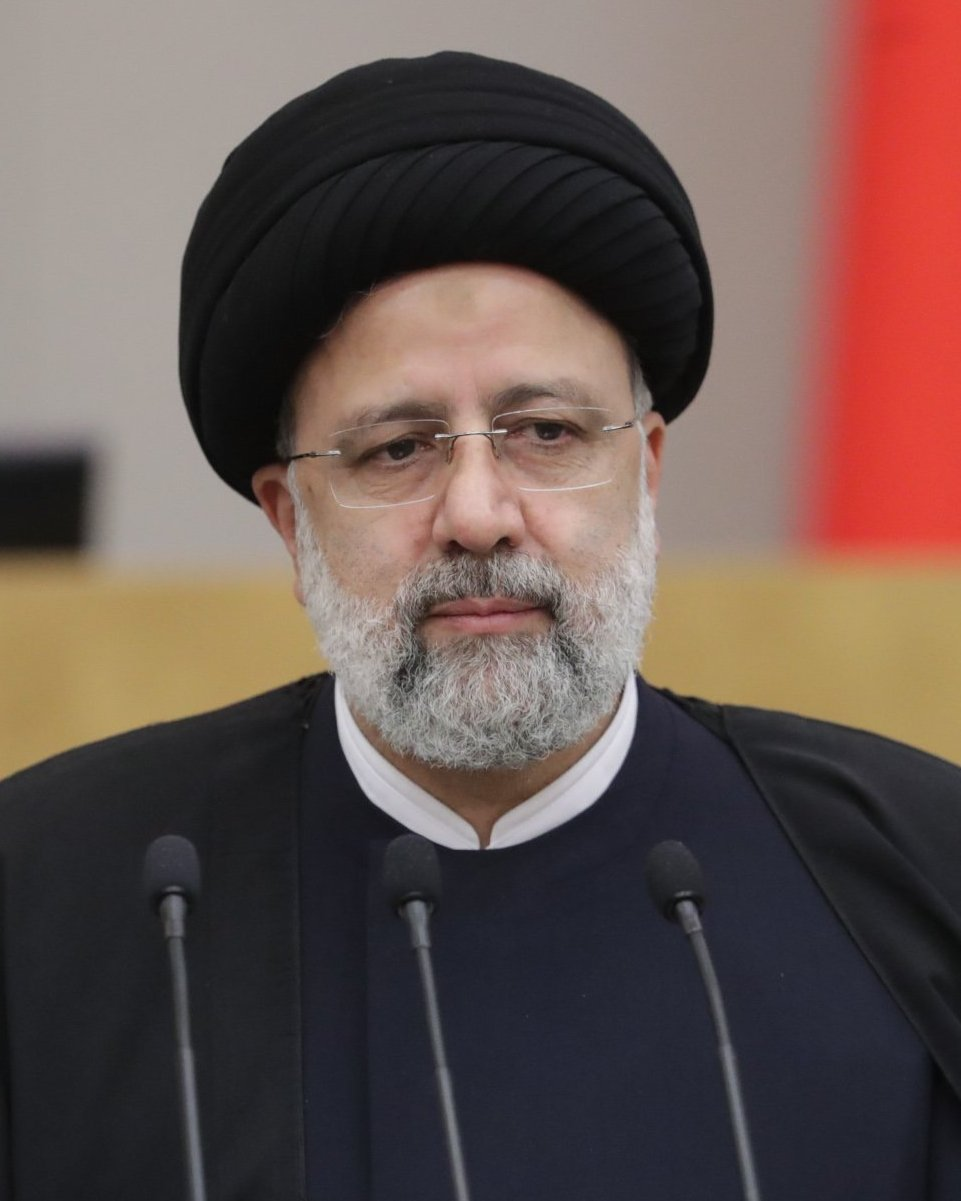
ابراهیم رئیسی ۲۰۲۱
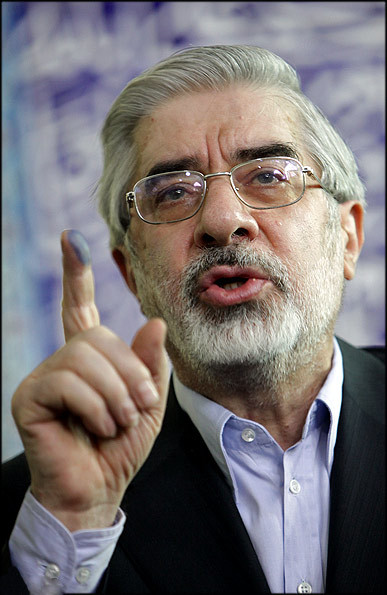
میرحسین موسوی ۲۰۱۰
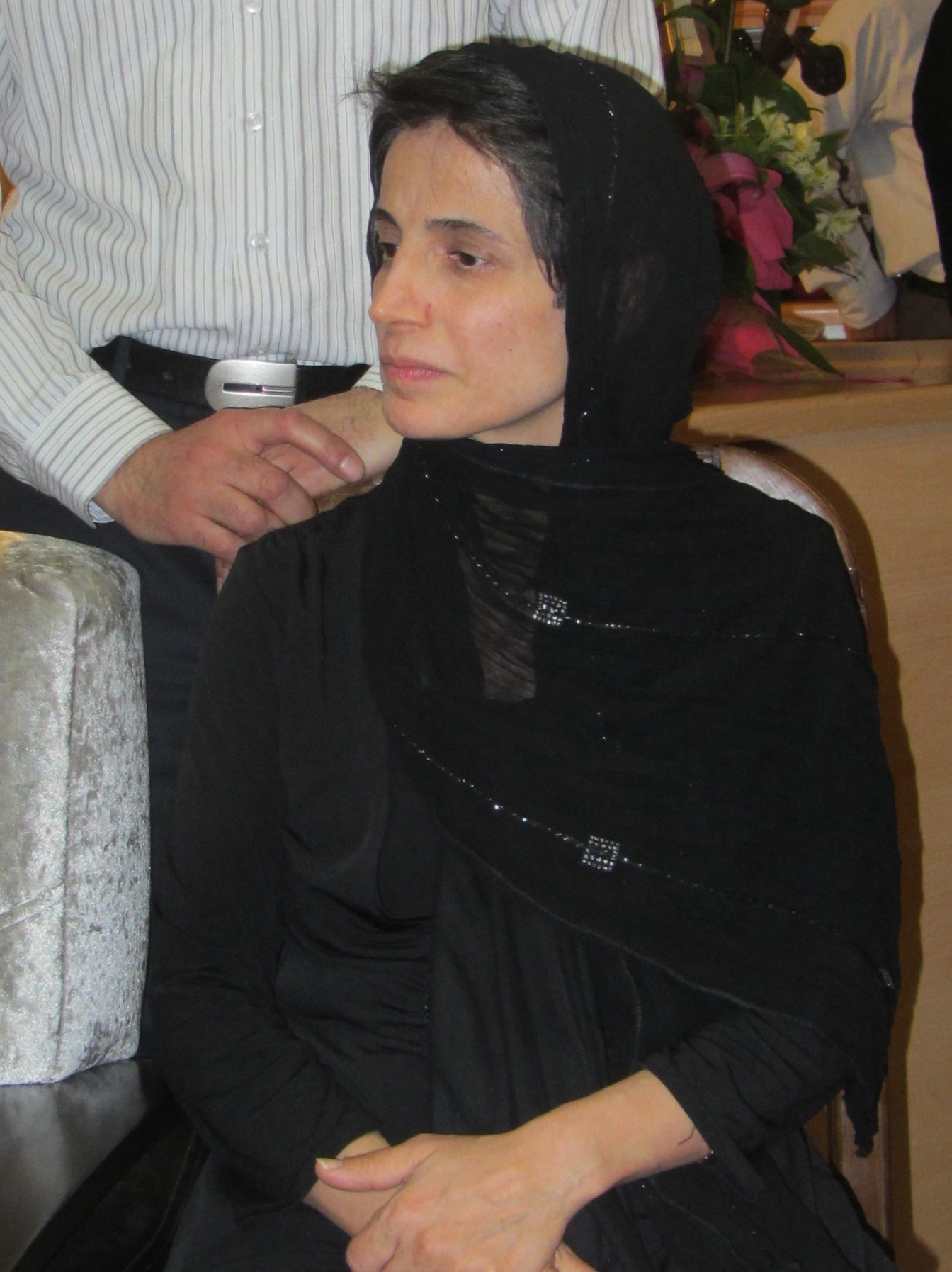
نسرین ستوده ۲۰۲۱
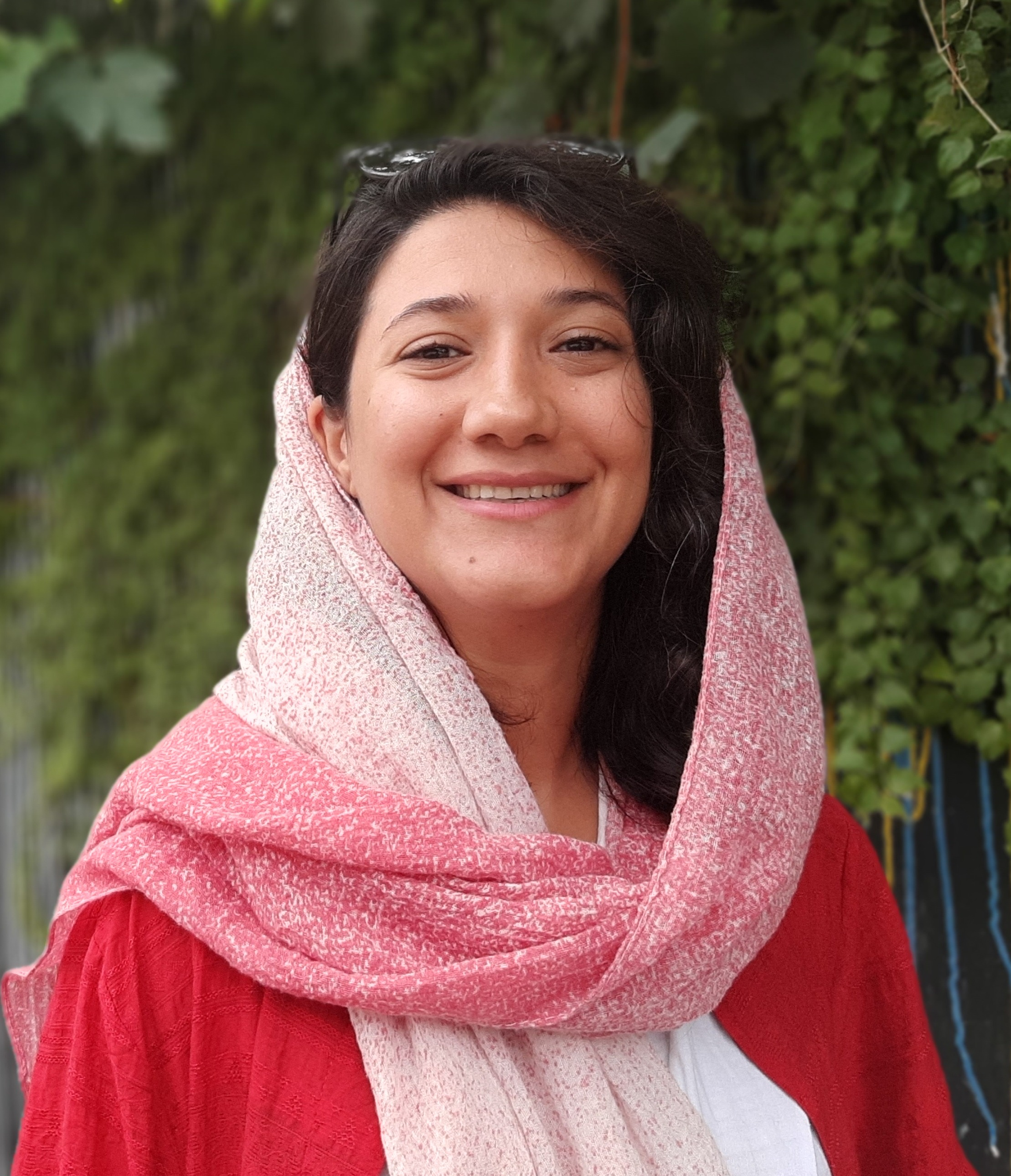
نیلوفر حامدی ۲۰۲۳
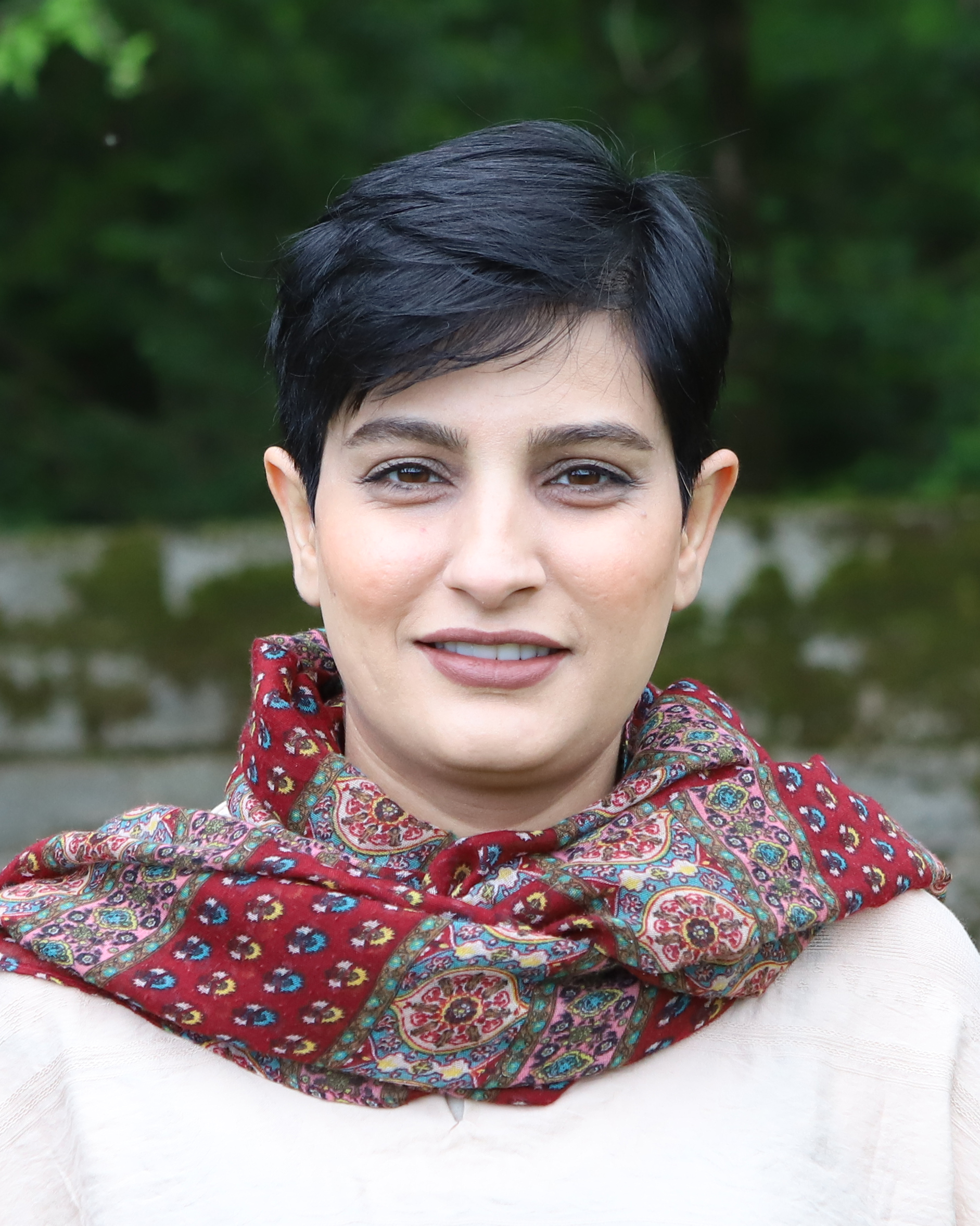
الهه محمدی ۲۰۲۳
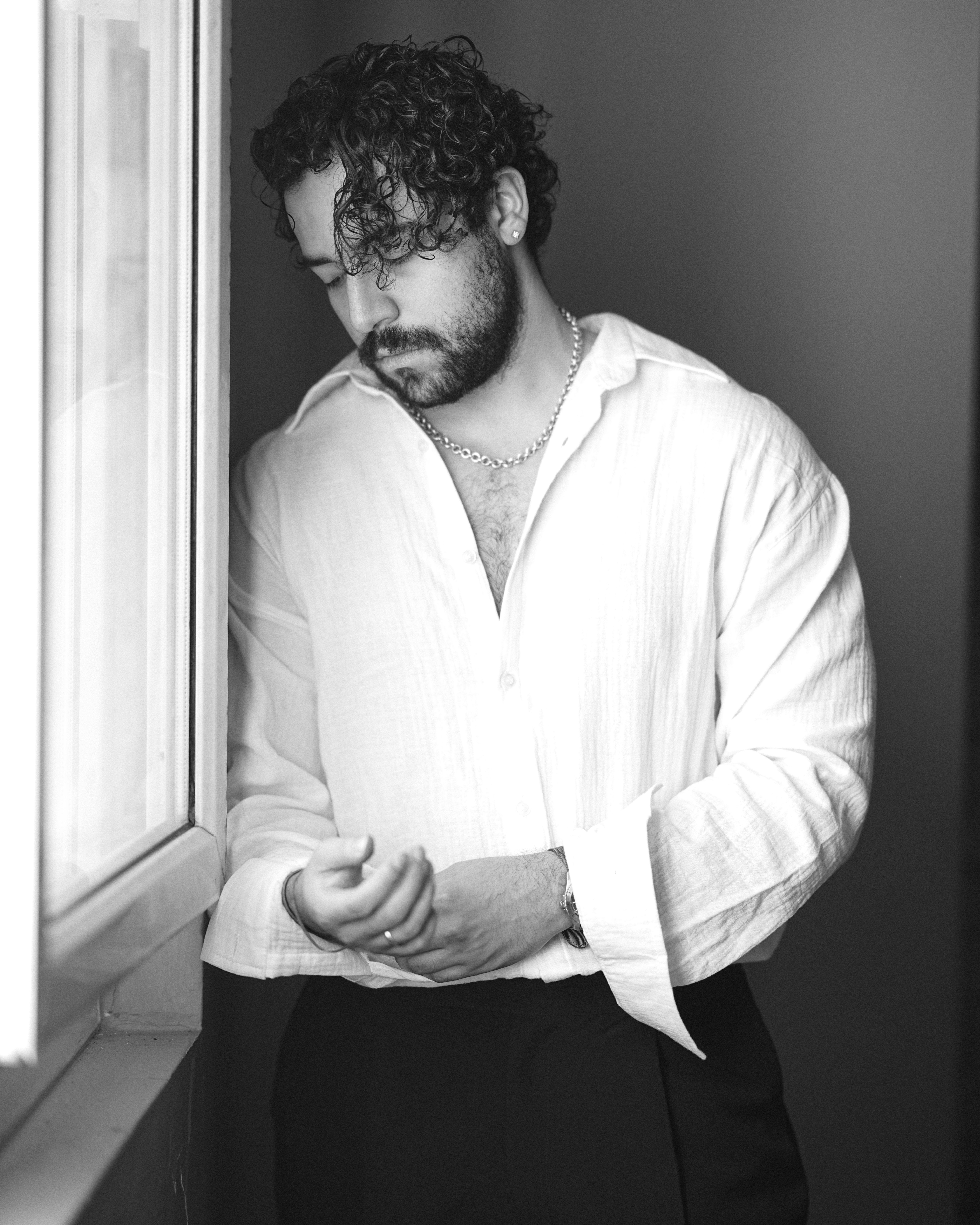
شروین حاجی پور ۲۰۲۳
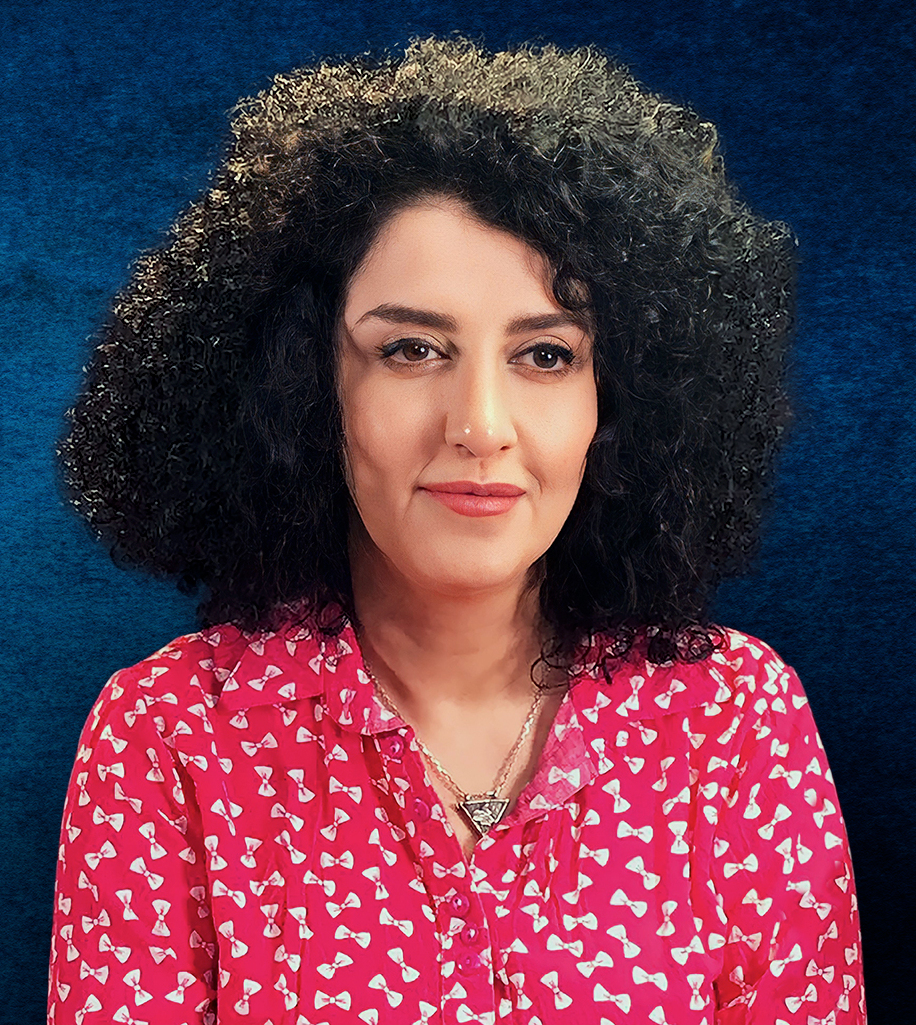
نرگس محمدی
۲۰۲۴

## مجادلات
واقعیتی که تونی بلر نخست‌وزیر انگلستان هرگز در این فهرست ۴۰۰ گزینه‌ای (تا سال ۲۰۰۶) حضور نداشته کمی بحث‌برانگیز بوده‌است. مایکل الیوت سرویراستار مجلهٔ تایم این‌گونه از موضع گروه خود دفاع می‌کند:
«از گرهارد شرودر و ژاک شیراک نیز تاکنون در این فهرست نام برده نشده‌است. این یک فهرست جهانی ست. از اروپایی‌ها یاد نشده‌است چون آن‌ها به اندازه دیگر حاضران در این فهرست در این سال‌ها تأثیرگذار نبوده‌اند.»
ناگفته نماند که آنگلا مرکل رئیس دولت آلمان در فهرست سال ۲۰۰۶ در گروه رهبران تأثیرگذار قرار گرفت.
این مباحثات نه تنها بر سر حاضران در این فهرست بوده‌است، بلکه عده‌ای نیز بخاطر درج بعضی نام‌ها در این فهرست خشنود نبودند. در فهرست سال ۲۰۰۵ از آن کولتر گزارشگر محافظه کار نام برده شده بود که واکنش این چنینی سایت خبری سلان را دربرداشت:
«هنگامی که هفته گذشته مجله تایم نام آن کولتر را در زمره ۱۰۰ فرد تأثیرگذار سال و در کنار افراد پرنفوذی چون آریل شارون، بیل کلینتون، نلسون ماندلا، کیم جونگ ایل و دالای لاما قرار داد، باعث تمسخر صاحب نظران شد. با اعلام این موضوع در شبکه فاکس نیوز هفته پیش پریسیلا پینتن دبیر مجله تایم در حالی که از اظهار نظری اساسی در این مورد بازمانده بود، اذعان کرد که این تصمیم بازتابی از سلایق جامعه است. حتی بیل اورایلی گوینده شبکهٔ فاکس نیز از پاسخ پینتن قانع نشد و از او این‌گونه پرسید: به نظر شما مردم، آمریکایی‌ها، به حرف آن کولتر گوش می‌کنند؟ شما واقعاً فکر می‌کنید که او در عقاید جامعه تأثیر چشمگیری دارد؟»
متعاقباً مجله تایم از حضور نام آن کولتر در فهرست خود به عنوان نویسندهٔ پرفروش‌ترین کتاب سال که تفسیرهای محافظه کارانه‌اش بر نگرش قدرتمندترین کشور جهان تأثیرگذار بوده‌است، دفاع کرد. هرچند، تأثیرگذاری وی در حدی نبود که بتواند حضورش را در این فهرست تکرار کند. گه گاه مطالبی نیز مبنی بر اعمال فشارهای سیاسی برای تغییر اسامی این فهرست منتشر شده‌است که این گزارش‌ها گسترش قابل توجهی نیافته‌اند.